# Histoire de l'Australie

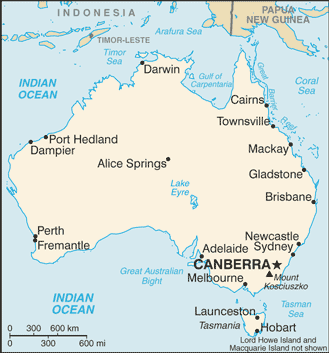
Australie, CIA (2007)

Carte des climats Köppen

Le drapeau de l'Australie.

L'Histoire de l'Australie remonte aux premières migrations vers le continent australien, qui débutèrent dans le nord vers 60 000 ans avant notre ère (62 000 ans avant le présent).
Peuplée probablement pendant plus de 50 000 ans par des populations indigènes, l'Australie voit, à partir du XVIIe siècle, des équipages et des explorateurs européens reconnaître ses côtes. En 1788, la colonisation britannique a commencé par la fondation d’un camp pénitentiaire à Sydney. Dans les années 1850, les colonies australiennes sont devenues des démocraties parlementaires autonomes, et le 1er janvier 1901, elles se fédérèrent et formèrent le Commonwealth d’Australie.
L'Australie envoya des soldats pour lutter aux côtés de la Grande-Bretagne pendant les deux Guerres mondiales. En Australie, on se souvient de la bataille des Dardanelles en 1915 connue en Australie sous le nom de bataille de Gallipoli comme le « baptême du feu » de la nouvelle nation et pendant la Seconde Guerre mondiale, la population sentit la menace d'une invasion japonaise peser sur le pays.
L'après-guerre fut une période de prospérité pour l'Australie et la politique d'immigration fut élargie par les gouvernements successifs. Au cours de cette période une alliance avec les États-Unis a été formalisée et le commerce avec l'Asie s'est accru considérablement.
La population de l'Australie en 2024 est d'environ 27 millions d'Australien(ne)s, maîtrisant l'anglais australien à plus de 70 %.
La population sur ce territoire de 7 741 200 km2 était de 20 en 2019, 10 vers 1960, 7 vers 1940, 5 vers 1971, 4 vers 1906, 2 vers 1878, 1 vers 1858.
La population indigène n'est pas comprise dans les recensements avant 1961, elle est estimée à 400 000 en 1778 (entre 300 000 et 1 million) pour descendre à 31 000 en 1911 : Aborigènes d'Australie, Aborigènes de Tasmanie (dernière survivante morte en 1876), Insulaires du détroit de Torrès (<50 000, Nord-Queensland). Leur population est estimée à 410 003 en 2001 et en 2021 à 984 000 personnes se revendiquant aborigènes.

## Préhistoire de l'Australie

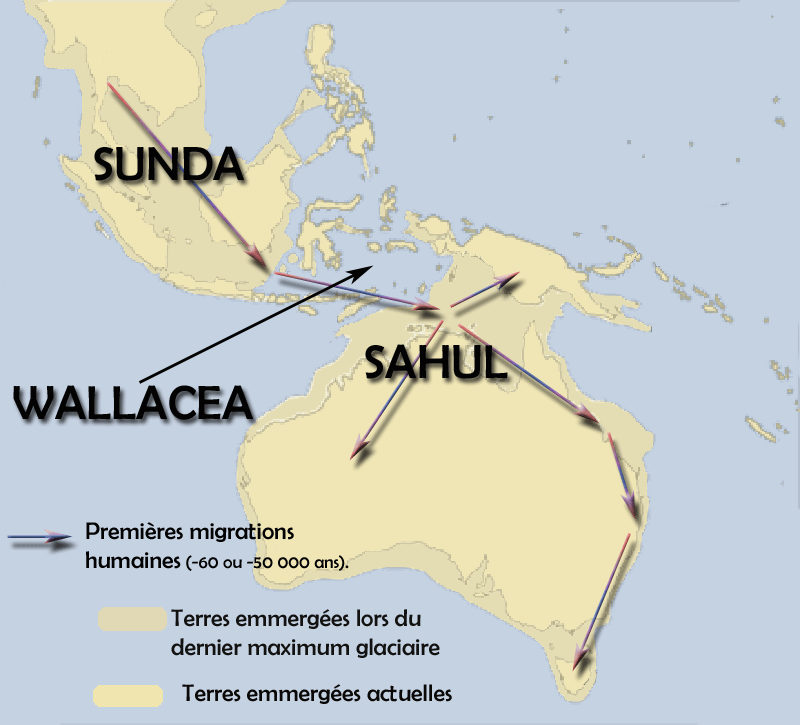
Carte estimée des premières migrations humaines, entre 70 et 50000 ans

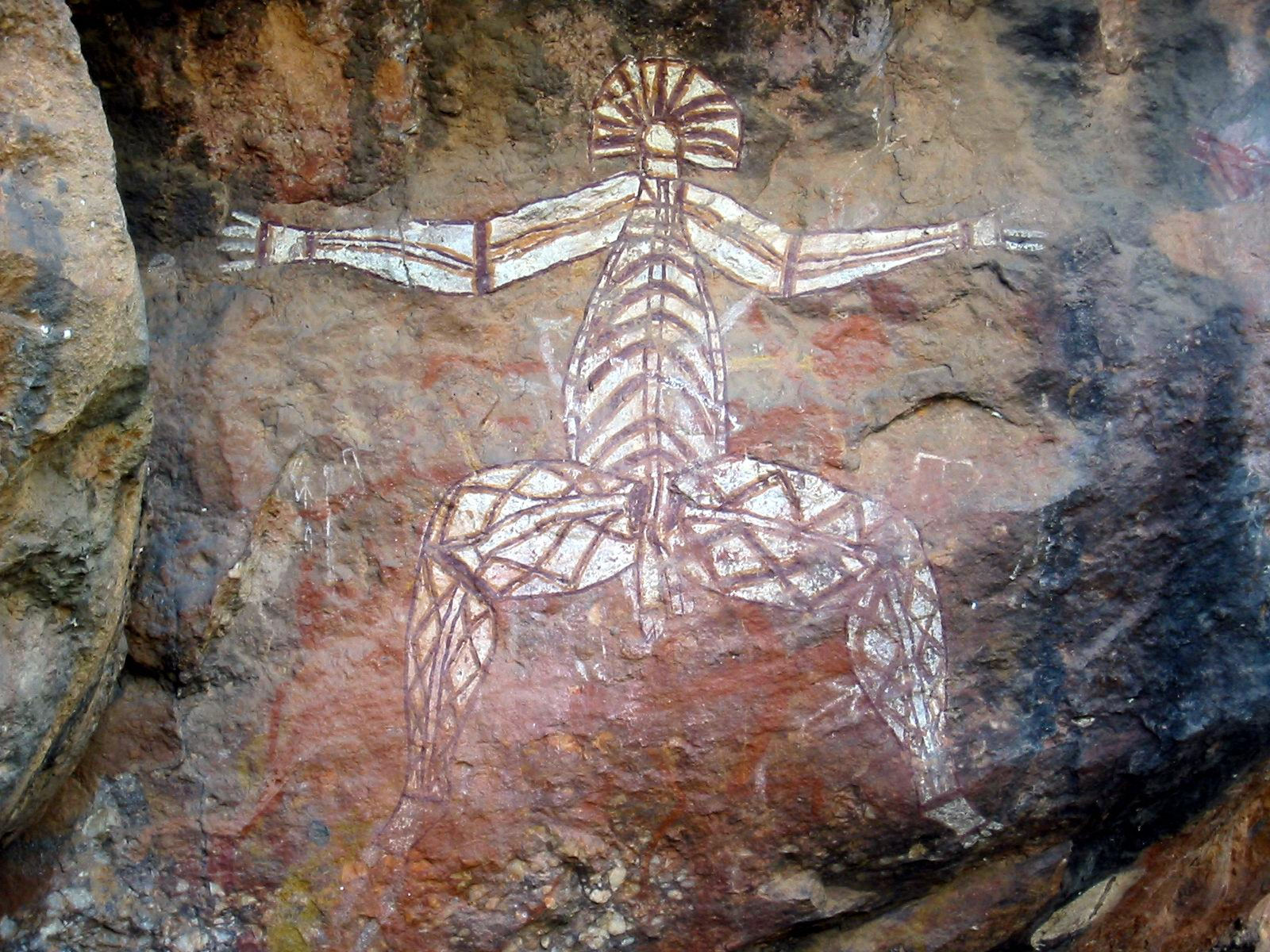
L'art indigène australien est/serait la tradition artistique continue la plus ancienne au monde

Préhistoire de l'Australie : la première présence humaine attestée sur le continent serait âgée de 40 000 à 60 000 ans avant notre ère, suivant les estimations de différents chercheurs. Jusqu'à l'arrivée des premiers explorateurs européens, attestée en 1606, on parle donc de préhistoire plutôt que d'histoire, en l'absence de toutes traces écrites des événements humains advenus durant cette période.
À cette époque, huit détroits séparaient Java de l'Australie. Le détroit le moins large aurait fait 80 km environ, et il n'y avait donc aucune continuité terrestre, ce qui implique une arrivée de populations par traversée maritime. Par contre, la Nouvelle-Guinée et Australie - y compris la Tasmanie - étaient alors en contact. Les premiers hommes et femmes arrivant sur ces territoires avaient donc employé des embarcations ou des radeaux, à la découverte d'horizons inconnus. Ces populations ont pu ensuite se déplacer progressivement vers le sud du continent, et certains arrivèrent enfin en Tasmanie. Il y a environ 13 000 ans, à la fin de la période glaciaire, le niveau des mers remonta, la Nouvelle-Guinée et la Tasmanie se sont retrouvées séparées, mais surtout l'agrandissement des distances dans les détroits séparant l'Australie de l'actuelle Indonésie impliqua pour les Aborigènes australiens le début d'une longue période d'isolement, à l'abri de toute influence extérieure.
L'homme de Mungo, découvert dans le Sud de la Nouvelle-Galles du Sud, au bord du lac Mungo, à 3 000 kilomètres de la côte nord de l'Australie, aurait vécu il y a environ 40 000 ans, au Pléistocène. On a trouvé près de lui des outils en pierre, et des os d'espèces disparues de wombats et de kangourous géants. Il avait été enterré avec un cérémonial.
On a dit que l'art indigène australien est la tradition artistique continue la plus ancienne au monde. Les Aborigènes ont laissé des peintures remarquables, travaillées sur écorces dans le nord des Territoires du Nord, sur tissu et toile dans la partie centrale du désert. En termes d'âge et d'abondance, l'art des cavernes en Australie a pu être comparé à celui trouvé sur les sites européens mondialement connus comme ceux de Lascaux en France et d'Altamira en Espagne. 

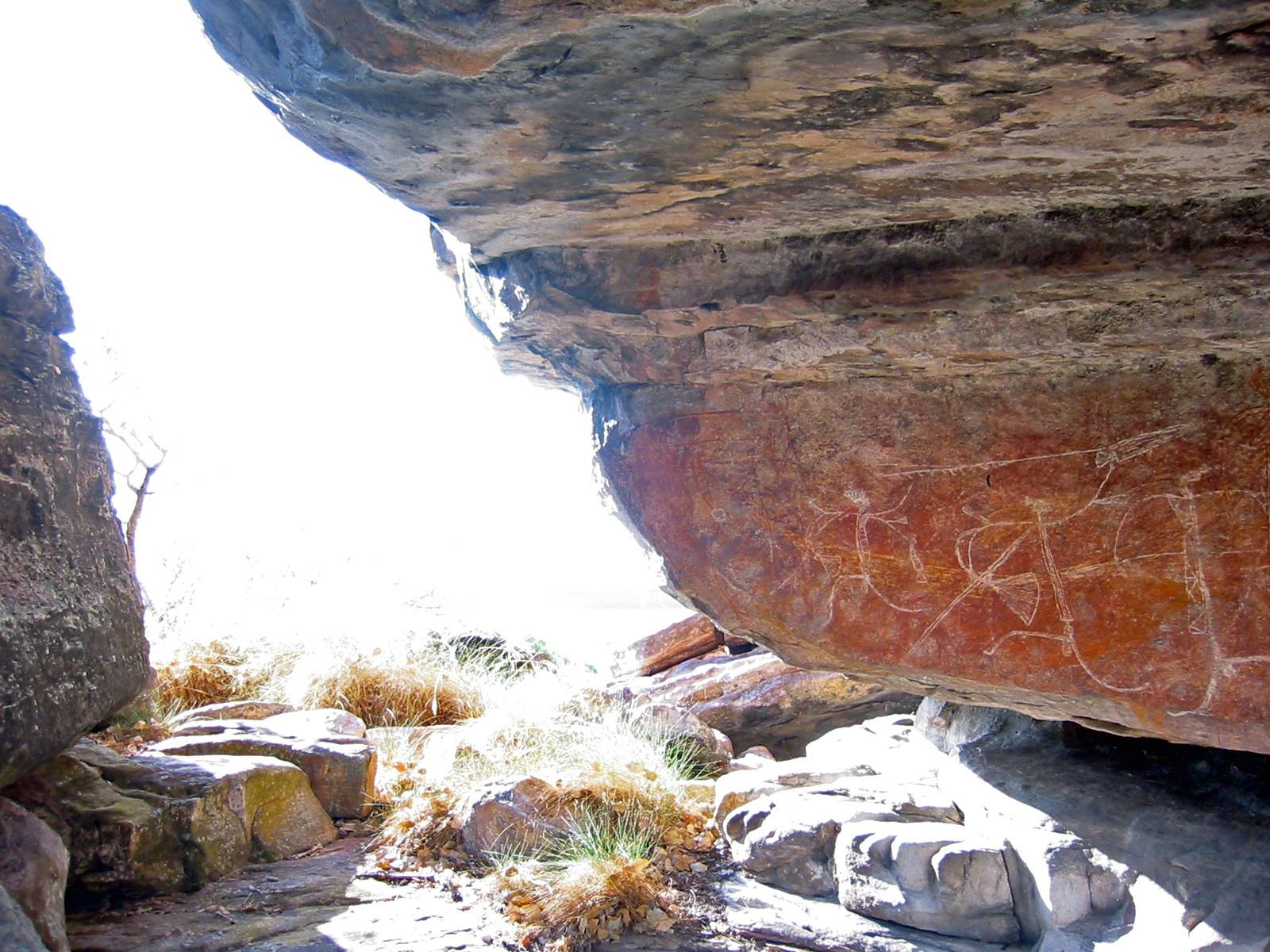
Peintures rupestres, parc national de Kakadu.

On distingue trois types régionaux : figures géométriques gravées (cercles, cercles concentriques, arcs, esquisses animales et points), le modèle figuratif simple, avec des silhouettes peintes ou gravées, et les peintures figuratives complexes, telles que celles qui montrent les organes internes des humains et des animaux, un peu à la manière d'une vue aux rayons X (ces peintures sont communes dans la région de la terre d'Arnhem). Les exemples les plus anciens d'expression artistique ont été datés de plus de 30 000 ans.

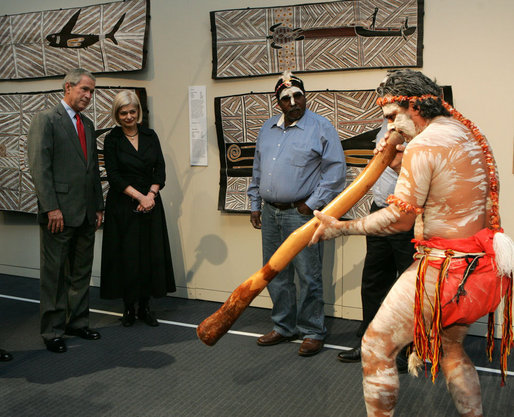
Chant aborigène, danse et didjeridoo

Les Aborigènes ont conservé nombre de chants ancestraux et développé des instruments très particuliers. Le yidaki ou didjeridoo est considéré comme l'instrument le plus représentatif des Aborigènes, certains avancent qu'il serait le plus ancien des instruments à vent. Des peintures rupestres datées du début de notre ère, et trouvées dans le Territoire du Nord, montrent des images de didjeridoo. Les rituels, avec danses et cérémonies indigènes, sont exécutés en Australie depuis des temps immémoriaux, avec le chant et la décoration des corps. Ils dépeindraient le plus souvent des contes du Temps du rêve (Tjukurpa en langue anangu) aussi appelé le rêve, qui est le thème central de la culture des Aborigènes d'Australie. Le « temps du rêve » explique les origines de leur monde, de l’Australie et de ses habitants. Un corroboree est une réunion commémorative des Aborigènes d'Australie : « Leurs corps étaient peints de différentes manières et ils portaient des parures diverses qui n'étaient pas utilisées tous les jours ». La coutume physique la plus célèbre des Aborigènes d'Australie est la pratique du boomerang.
En 1770, l'explorateur britannique James Cook a noté ses impressions sur les Aborigènes de Nouvelle-Hollande dans son journal : « en réalité ils sont bien plus heureux que nous les Européens… Ils vivent dans la tranquillité qui n'est pas troublée par l'inégalité de la condition. La terre et la mer leur fournissent toutes les choses nécessaires pour vivre… Ils vivent dans un climat agréable et ont un air très sain… ils n'ont aucune abondance ».
En 1788, au moment de l'arrivée de la First Fleet britannique, l'Australie était peuplée par 250 tribus, réparties sur tout le continent, chacune avec sa propre langue, ses lois et ses frontières tribales : on peut dire que c'est sans doute la plus longue culture ayant survécu sur terre jusqu'à nos jours.

## Histoire de l'Australie avant 1901

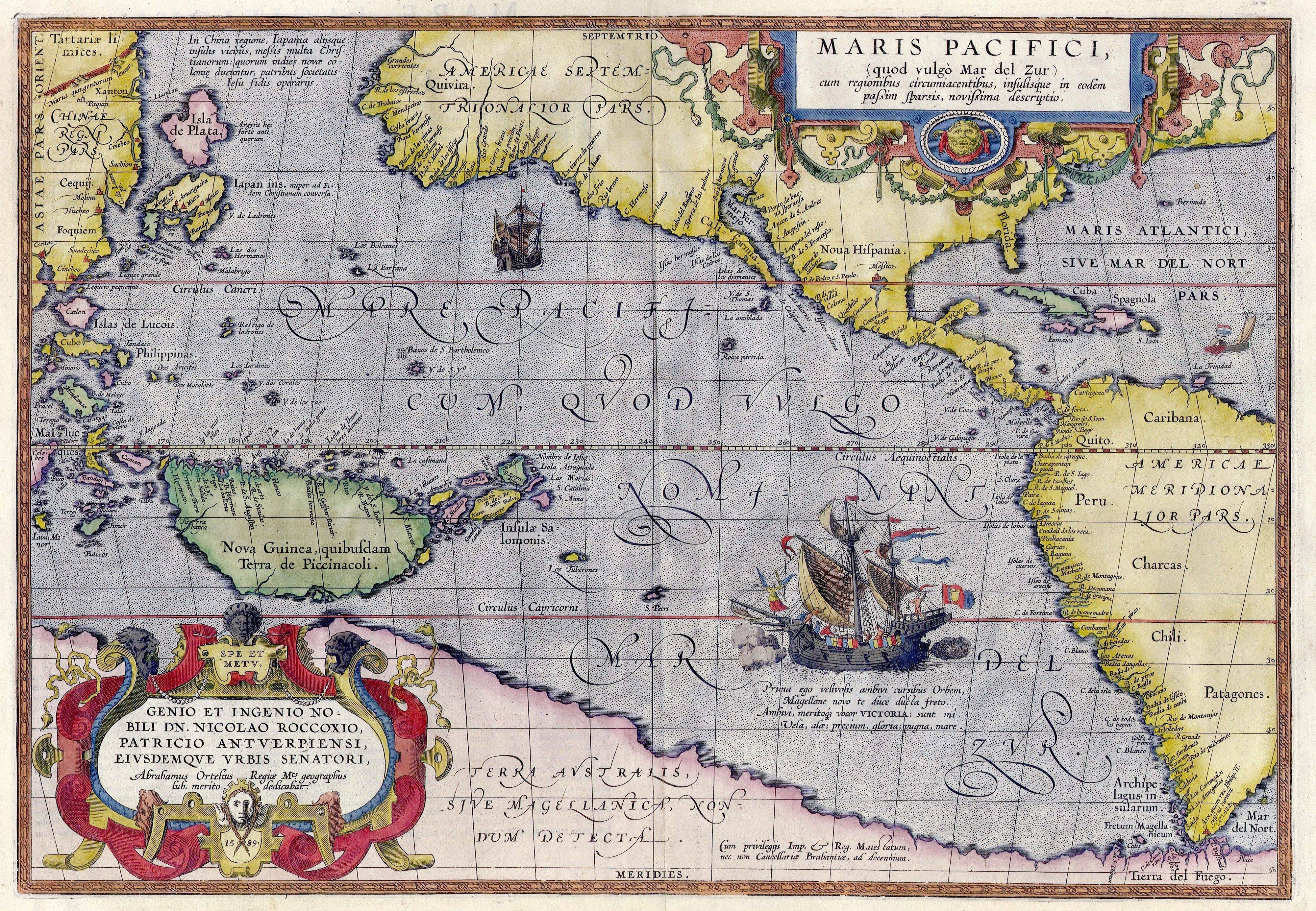
Carte de l'océan Pacifique (Abraham Ortelius, 1589)
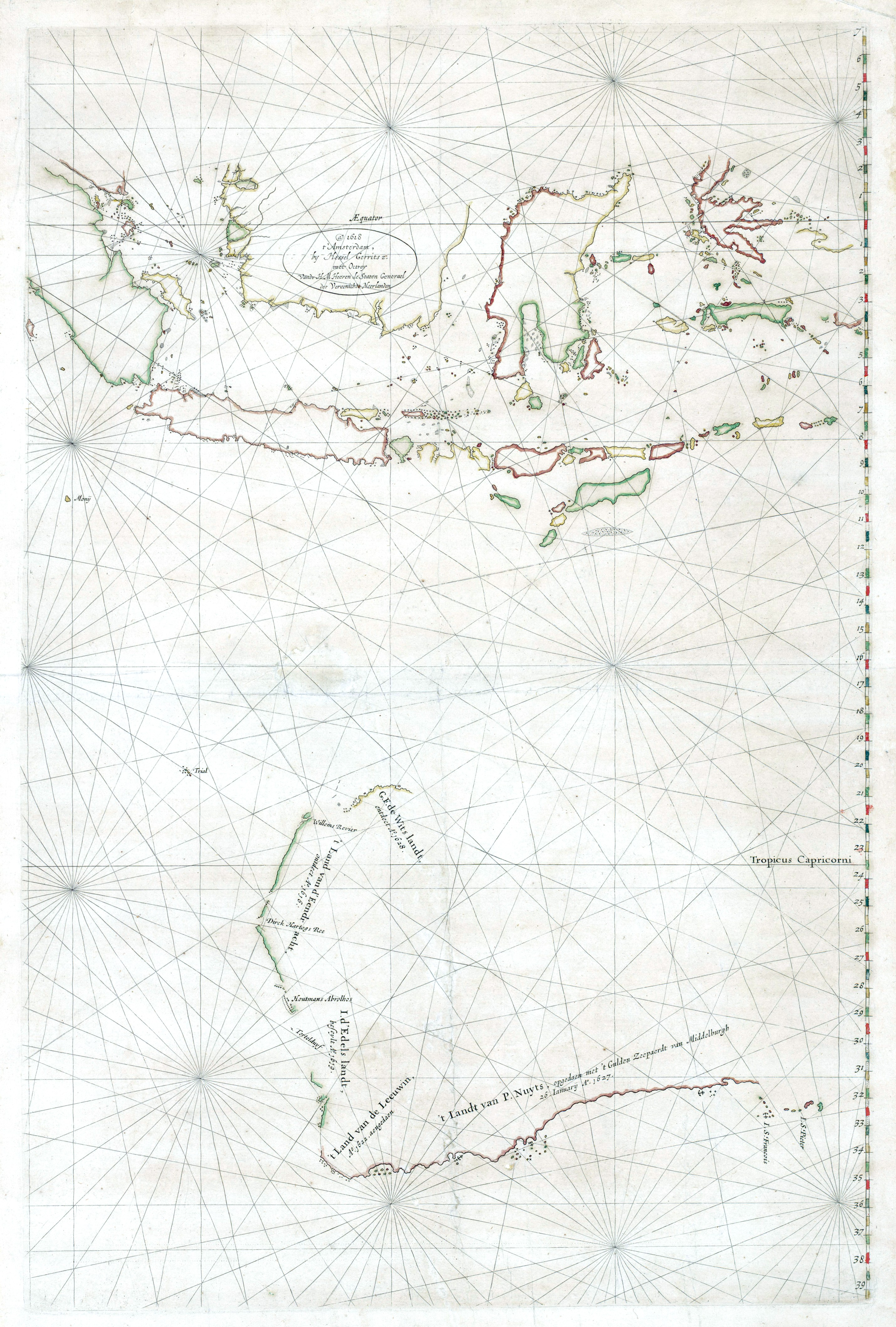
Carte de Hessel Gerritsz, 1618-1638
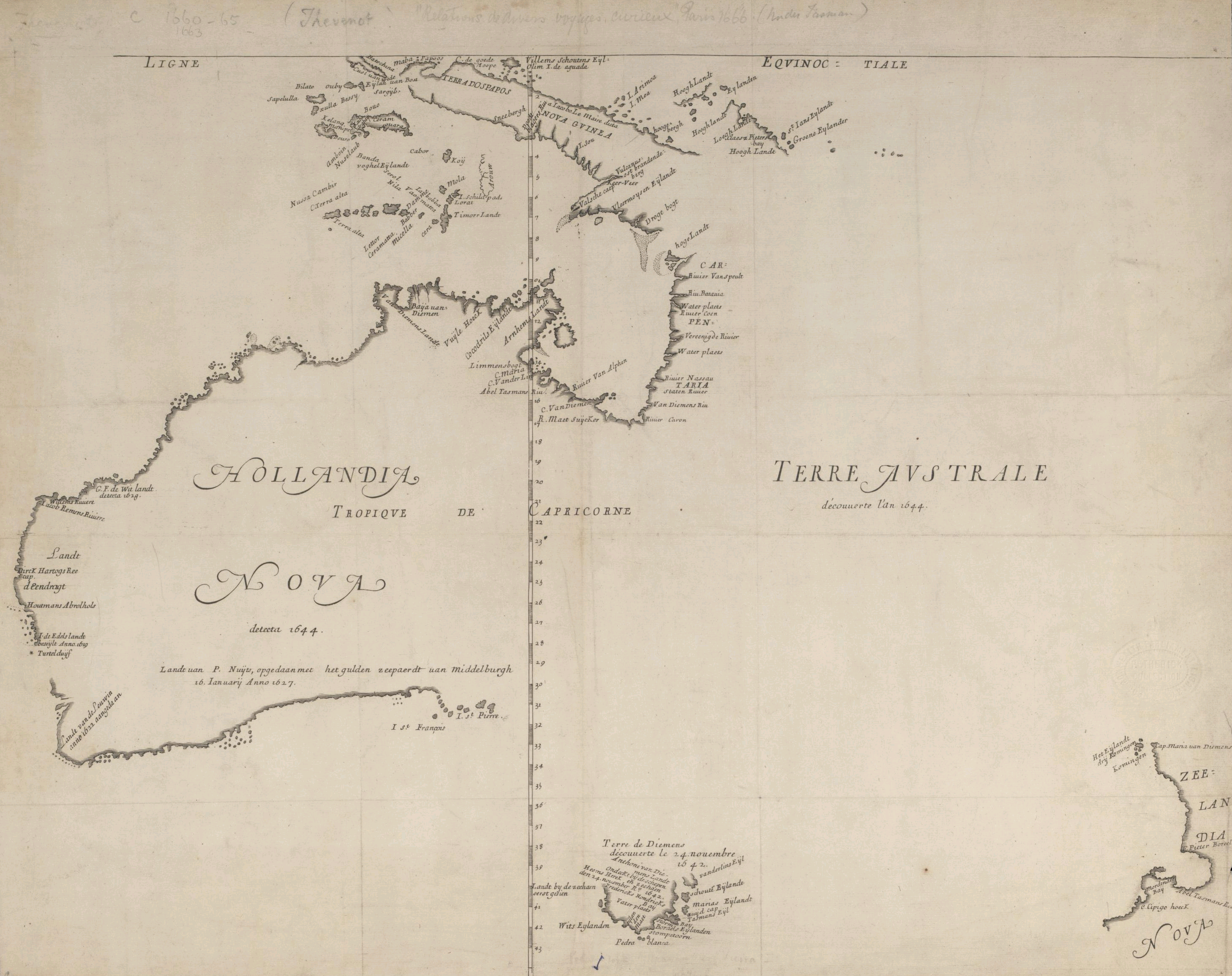
Hollandia Nova, 1659, carte dessinée par Johannes Blaeu
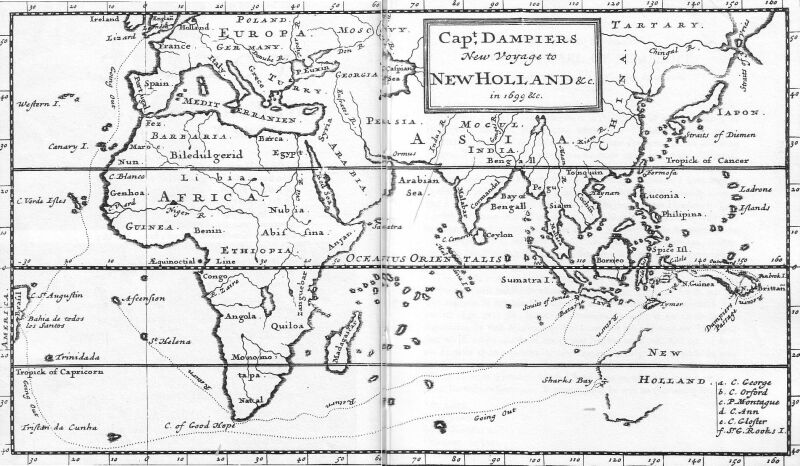
Carte du voyage de William Dampier, 1699
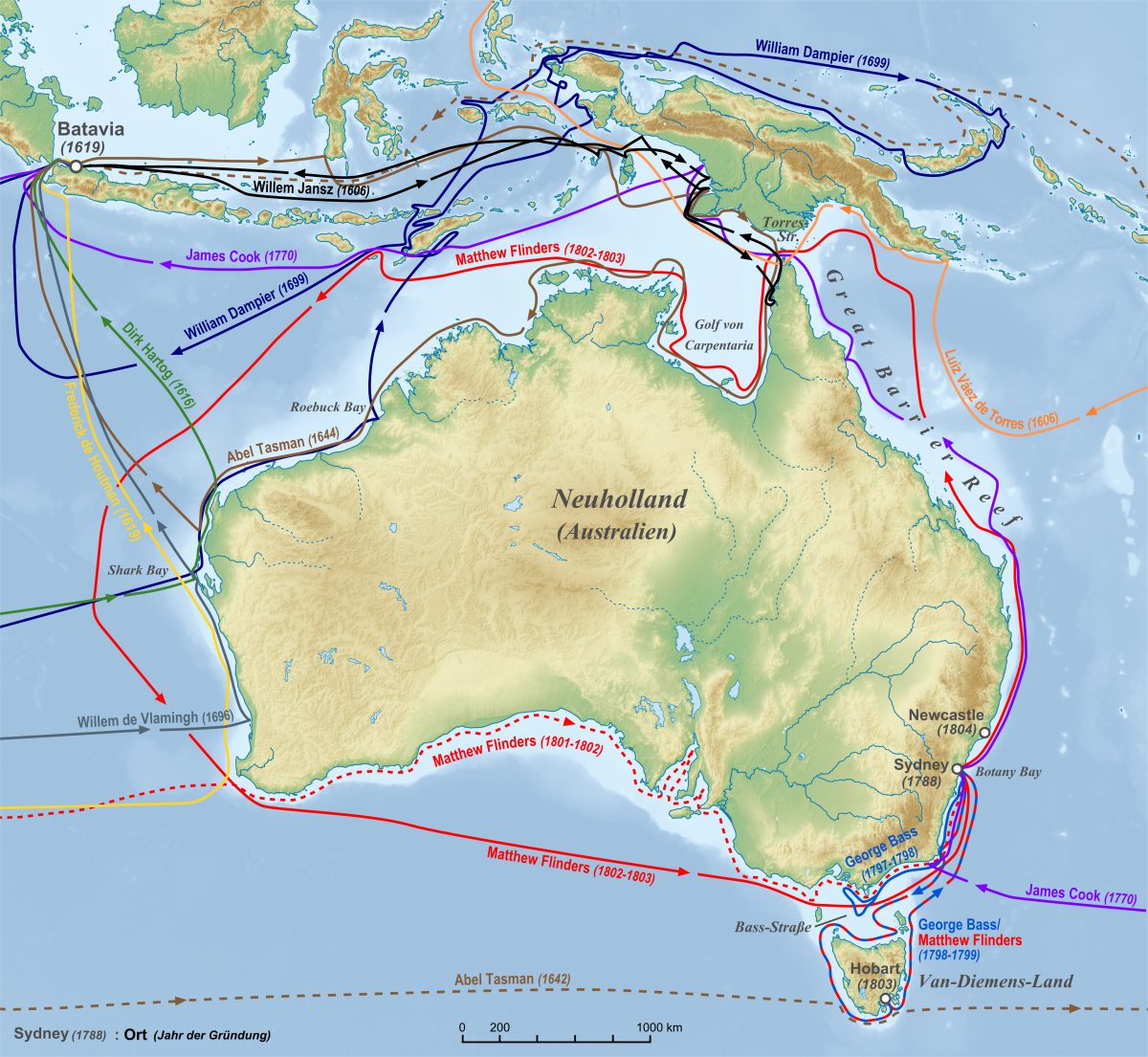
Navigateurs européens d'avant 1813

### Découvertes et exploration
- Exploration de l'Australie par les Européens

La fin de la période glaciaire a alors isolé la Nouvelle-Guinée et la Tasmanie du continent et les Aborigènes australiens ont commencé une longue période d'isolement sans influence extérieure. 
Les premiers visiteurs étrangers de l'Australie sont des marins bajau, bugis et makassar, venant chaque année pêcher l'holothurie (concombre de mer) sur la côte nord-ouest de l'Australie, qu'ils appellent Marege, pour la revendre à des commerçants chinois de la ville de Makassar. 
Les premiers témoignages écrits remontent à 1725, mais on sait que les peuples du sud de Célèbes (Sulawesi) sillonnent les mers de la région depuis bien avant. 
Ces marins indonésiens ont peu laissé de traces de leur passage, n'ayant jamais créé d'établissements permanents, car retournant chez eux une fois la saison terminée.
Pendant des siècles, les Européens ont présumé de l'existence d'une grande terre méridionale. 
Quelques historiens ont proposé la théorie de la découverte de l'Australie par les Portugais et le premier Européen à visiter l'Australie pourrait avoir été l’explorateur portugais Cristóvão de Mendonça en 1522.
Cependant, les premiers témoignages par des expéditions européennes non contestées remontent au début du XVIIe siècle. 
La découverte initiale serait le fait du navigateur hollandais Willem Janszoon qui, à bord du Duyfken, navigue jusqu'au golfe de Carpentarie et débarque en 1606 sur la côte ouest de la péninsule du cap York. 
D'autres grands voyageurs du XVIIe siècle (surtout hollandais mais aussi français et anglais) suivent, et au début du XVIIIe siècle, les côtes ouest et nord du continent, connu sous le nom de « Nouvelle-Hollande », sont cartographiées, mais aucune tentative pour établir des colonies n'est réalisée. 
Dans un récit postérieur, un Néerlandais décrit le territoire observé « comme non cultivé et peuplé par de sauvages barbares noirs et cruels, qui ont massacré certains de nos marins ». 
Suivent l'Espagnol Luis Váez de Torrès en mission pour son pays en 1607, les Hollandais Dirk Hartog en 1616, Jan Carstenszoon en 1623 et Abel Tasman en 1642. 
Ce dernier a donné son nom à l’île de Tasmanie, pourtant nommée par lui-même d’après le nom de l'amiral et gouverneur Antonio van Diemen : « van Diemenslandt ».
Environ 150 ans avant l'arrivée des colons britanniques à Botany Bay, un groupe de marins néerlandais sont les premiers habitants européens d'Australie, quand leur bateau, le Batavia, se brise sur des îlots coralliens de l'Australie-Occidentale en 1629. 
Avant d'être sauvés, les 300 survivants, qui vivaient tassés les uns sur les autres, furent victimes d'une bande dirigée par un psychopathe et 125 d'entre eux furent massacrés, dans une affaire connue sous le nom de l'horreur du Batavia.
En 1644, le cartographe français Melchisédech Thévenot réalise une carte détaillée représentant la côte occidentale de l'Australie qu'il nomme Nova Hollandia. 
En 1688, le cartographe italien Vincenzo Coronelli réalise deux globes terrestres monumentaux, dont l'un représentant avec exactitude l'Australie, sous le nom de « Nouvelle-Hollande ».

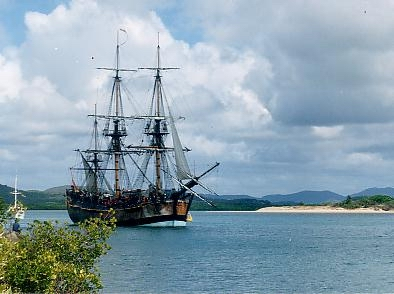
La réplique de l'Endeavour dans le port de Cooktown.

En 1770, l'expédition de l'Endeavour, sous le commandement du lieutenant de la Royal Navy de Grande-Bretagne James Cook, parcourt et cartographie la côte est de l'Australie et débarqua à Botany Bay le 29 avril 1770. 
James Cook continue sa route vers le nord, et débarque de nouveau sur l'île de la Possession dans le détroit de Torrès, au large du cap York, le 22 août 1770. C'est là qu'il prit formellement possession de la côte Est de l'Australie, qu'il a découverte, au nom de la Couronne britannique, lui attribuant le nom de Nouvelle-Galles du Sud. 
Cook, dont les découvertes vont déboucher sur la première présence permanente européenne sur l'île, est souvent considéré à tort comme son découvreur alors qu'il a été précédé par d'autres 160 ans auparavant. 
Il est accompagné par le célèbre botaniste Joseph Banks qui, émerveillé par la flore et la faune unique de la côte Est de l'Australie, se montre favorable à la colonisation européenne.
Les rapports élogieux que fait Cook au sujet de ces nouvelles terres à son retour en Grande-Bretagne suscitent l'intérêt, du fait qu'elles offrent une solution aux problèmes de surpopulation que connaît alors la Grande-Bretagne, problèmes d'autant plus graves à l'époque qu'elle vient de perdre ses colonies américaines. 
C'est ainsi que, le 13 mai 1787, la First Fleet de la Royal Navy quitte Portsmouth avec Botany Bay pour destination. En août 1789, Pierre-Édouard Lémontey commente :

« D'un vil ramas de forçats sortira peut-être une nation forte et laborieuse, comme autrefois un essaim de brigands fonda l'empire des Césars... La position de la Nouvelle-Hollande en fera un jour le rendez-vous de l'univers. Une colonie Anglaise en appellera bientôt d'autres sur ses côtes fertiles ; la Chine y déposera peut-être ce superflu de population qui est la cause de sa faiblesse ; le solitaire Japonais viendra s'y mêler à la grande famille humaine ; l'Européen et le Malais, l'Américain et l'Asiatique s'y rencontreront sans étonnement. »

— Pierre-Édouard Lémontey, Éloge de Jacques Cook
Une autre raison d’établir une colonie anglaise en Nouvelle-Galles du Sud en 1788 est de soutenir une tentative d’employer les fourrures de la côte du nord-ouest de l’Amérique pour ouvrir le commerce avec le Japon. 
Pendant la décennie 1785-1795, des négociants britanniques, encouragés par le président de la Société Royale, Sir Joseph Banks, et appuyés par leur gouvernement, ont tenté de façon soutenue de développer ce commerce. 
Ces espoirs et efforts ont échoué, en raison de l’opposition de l'Espagne déterminée à défendre ses prétentions sur le territoire et à la navigation dans le Pacifique nord et aussi d’un Japon tenant obstinément à son isolement national.
Au Kamtchatka en septembre 1787, Jean-François de La Pérouse reçoit des instructions de Paris pour faire un rapport sur la colonisation à Botany Bay. 
Le gouvernement français de Louis XVI choisit La Pérouse pour diriger une expédition autour du monde visant à compléter les découvertes de James Cook dans l'océan Pacifique mais, après un long voyage, il arrive à Botany Bay juste avant la première flotte britannique de colons. 
Son expédition disparaît corps et biens à Vanikoro, aux îles Salomon, en 1788.

### Naissance des colonies britanniques (1788-1868)

Évolution territoriale 1787-1999

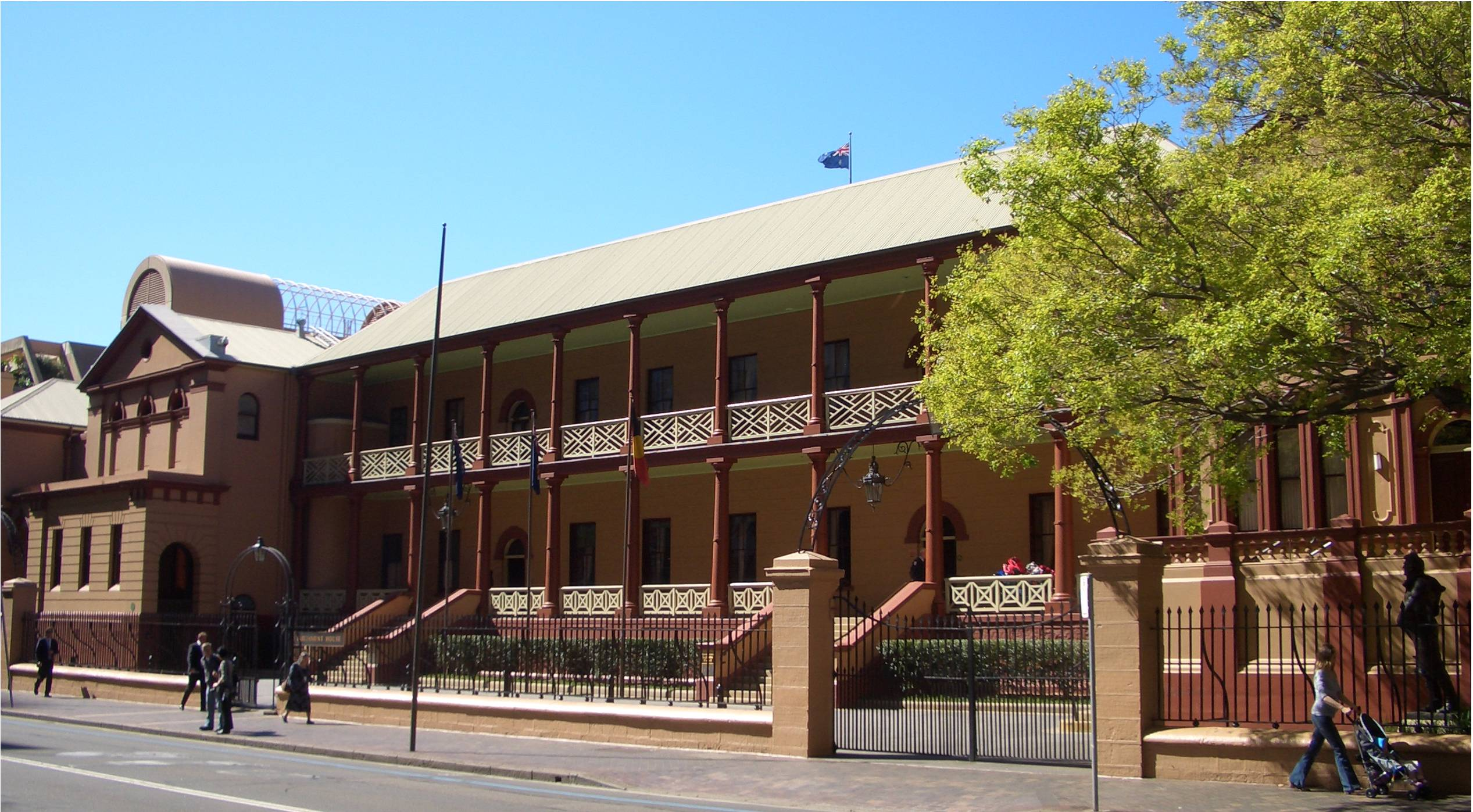
Le Parlement de Nouvelle-Galles du Sud est le plus ancien d'Australie (il a son origine en 1824).

La colonisation britannique de Nouvelle-Galles du Sud commence par la fondation d’un camp pénitentiaire (en) de 1 030 personnes (avec 736 prisonniers) à Port Jackson (Sydney) par le capitaine Arthur Phillip le 26 janvier 1788. 
Plus tard, on fait du 26 janvier la fête nationale australienne, appelée « Australia Day ».
Le voyage depuis l'Angleterre est le plus long jamais réalisé par un groupe aussi nombreux. 
Les premiers temps sont marqués par une mortalité importante parmi les arrivants. 
Ces premières années sont surnommées « les années de famine », causées principalement par le manque de compétences en agriculture, la mauvaise qualité des outils et les faibles quantités de nourritures disponibles. 
De 1788 à 1868, la Grande-Bretagne exile 160 000 prisonniers dans les divers pénitenciers d'Australie.
Le gouverneur Phillip est chargé de nouer des relations avec les Aborigènes et de vivre dans "l'amitié et la bonté" avec eux, mais les maladies européennes, l'alcool et l'expansion coloniale exercent rapidement un effet destructeur sur la population indigène. 
Bennelong (1764-1813), Aborigène d'Eora de Sydney, enlevé par les colons, sert de premier intermédiaire entre colons britanniques et Aborigènes - lui et un de ses compagnons deviennent les premiers Australiens à voyager en Europe. 
Mais il y a eu aussi des résistants comme Pemulwuy, qui, à partir de 1792, mène des attaques répétées contre des colons : il est finalement abattu en 1802. 
La population aborigène, estimée à 350 000 personnes au moment de l'arrivée des premiers Européens décline rapidement dans les 150 ans qui suivent cette arrivée.
En 1808, la révolte du rhum (Rum rebellion) demeure le seul cas dans l'histoire de l'Australie de renversement d'un gouvernement par les militaires. 
William Bligh, alors gouverneur de la Nouvelle-Galles du Sud est à l'origine de cette rébellion lorsqu'il tente de normaliser les échanges commerciaux en interdisant l'usage des spiritueux comme monnaie d'échange pour le paiement de produits. 
Le New South Wales Corps, un corps d'infanterie installé dans la région et impliqué dans ce commerce n'accepte pas son intervention : la querelle dégénère en rébellion militaire. 
Bligh est arrêté par le New South Wales Corps qui prend le contrôle de la colonie. 
Bligh est détenu pendant plus d'une année, jusqu'à ce qu'il accepte de repartir pour l'Angleterre. 
En 1809, le gouvernement britannique le remplace par Lachlan Macquarie, gouverneur de 1810 à 1821, et qui joue un grand rôle dans la transformation de cette colonie pénitentiaire en une nouvelle base de peuplement civil. 
Il décide que les bagnards ayant terminé leur peine doivent être réintégrés dans la société au rang qui était le leur avant leur condamnation. 
Des échanges profitables de laine sont établis avec l'Europe, et de grands édifices publics sont construits par l'architecte Francis Greenway.
La Terre de Van Diemen, appelée aujourd'hui Tasmanie, est colonisée pour la première fois en 1803, et devient une colonie distincte en 1825. 
Le Royaume-Uni revendique formellement la partie occidentale de l'Australie en 1829. 
À partir du territoire de la Nouvelle-Galles du Sud, trois nouvelles colonies sont fondées : l'Australie-Méridionale en 1836, le Victoria en 1851 et le Queensland en 1859. 
Le Territoire du Nord est créé en 1863 à partir de la province d'Australie-Méridionale. 
Le Victoria et l'Australie-Méridionale sont fondés avec le statut de « colonies libres » - c'est-à-dire qu'elles n'ont jamais été des colonies pénitentiaires, même si le Victoria a accueilli des bagnards de Tasmanie. 
L'Australie-Occidentale est également créée en tant que « colonie libre », mais plus tard accepte d'accueillir des bagnards déplacés en raison d'un manque crucial de main-d'œuvre. 
Le transport de condamnés en Australie (en) s'interrompt progressivement entre 1840 et 1868. 
L'envoi de prisonniers en Nouvelle-Galles du Sud cesse en 1848 après de violentes manifestations de ses habitants.
Le XIXe siècle est une période d'explorations éprouvantes pour des Européens en Australie. 
La première circumnavigation du continent est accomplie par Matthew Flinders, accompagné d'un aborigène de Sydney, appelé Bungaree, en 1803. 
Flinders suggère que le nom d'Australie soit appliquée à ce continent. 
Vers la même époque, Napoléon Bonaparte envoie Nicolas Baudin relever le tracé des côtes australiennes pour la France. 
L'expédition de Hume et de Hovell traverse le pays entre Sydney et Geelong en 1824. 
Charles Sturt explore le Murray-Darling en 1830, utilisant des émissaires indigènes pour annoncer son arrivée à chaque frontière tribale. 
John McDouall Stuart atteint le centre géographique du continent en 1860.
Les premiers explorateurs souffrent de grandes privations. 
Ludwig Leichhardt, explorateur et naturaliste prussien, mène trois expéditions à l'intérieur de l'Australie et disparaît lors de la dernière. 
Charles Sturt contracte le scorbut en menant une expédition au centre du continent pour essayer de trouver une mer intérieure qui n'existe pas. 

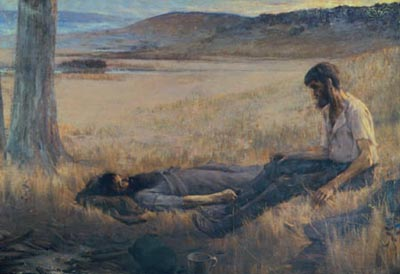
La mort de l'explorateur Robert O'Hara Burke en 1861. Peinture d'Artur Loureiro.

La plus célèbre de toutes les expéditions reste, en 1861, l'expédition de Burke et Wills qui traverse le continent du sud au nord (un parcours de 2 800 kilomètres) où les deux explorateurs meurent de faim à Cooper Creek, à quelques heures de marche du reste de leur groupe.

### Etdéportation pénale
- Colonisation pénitentiaire en Australie (en) (1788-1868)
- Martyrs de Tolpuddle (en) (1834)

### Résistances aborigènes (1750-1900)

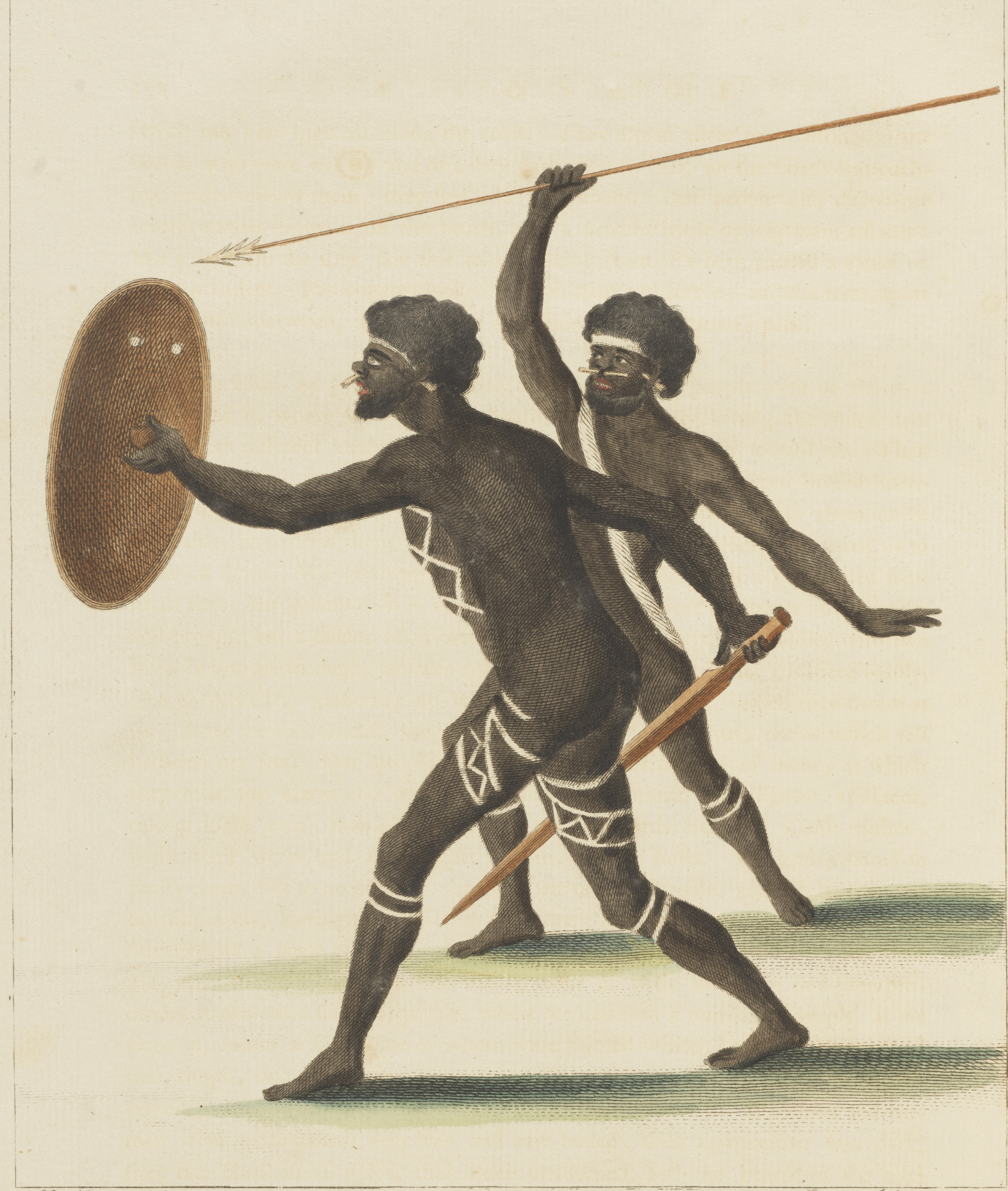
Two of the Natives of New Holland Advancing, To Combat, par Sydney Parkinson, (1770).

Le premier gouverneur, Arthur Phillip, est chargé d'établir des rapports avec les Aborigènes et de vivre dans l'amitié et la bonté avec eux mais les maladies européennes, l'alcool et l'expansion coloniale ont rapidement un effet destructif sur la population indigène. 
Les réactions des Aborigènes sont variées, mais inévitablement hostiles lorsque la présence des colons génère une compétition pour des ressources naturelles vitales et l'occupation de terres aborigènes par les Britanniques. L'occupation de terres, accompagnée de leur accaparement ou de la destruction des ressources alimentaires, provoque des famines. Aucun traité n'est signé avec les Aborigènes, qui n'autorisent jamais la colonisation. 
Depuis les années 1980, l'emploi du terme « invasion » pour décrire la colonisation de l'Australie se généralise, tout en demeurant controversé.
En 1790, Pemulwuy de Sydney devient le premier aborigène à tuer un colon anglais (qu'il accusait d'avoir tué des Aborigènes). 
À partir de 1792, il mène des attaques répétées contre des colons. Il est finalement abattu en 1802. Sa tête tranchée est envoyée à Londres, accompagnée d'une lettre du gouverneur Philip King soulignant sa bravoure. 
Les Anglais traversent les Blue Montains et entrent sur le territoire des Wiradjuri en 1813 et un conflit s'ensuit. 
Windradyne, un guerrier wiradjuri, mène la résistance contre les colons blancs, avant de chercher à faire la paix avec le gouverneur.
En Tasmanie, la Black War (guerre noire) est un événement extraordinaire de la première moitié du XIXe siècle. 
L'histoire des relations interraciales en Tasmanie demeure sujet de controverse pour les historiens : au moins 307 personnes sont mortes de violences de 1803 à 1834,. 
La population aborigène, estimée à 6 000 personnes au moment de l'arrivée des premiers Européens décline rapidement à environ 300 en 1833. 
Charles Darwin, qui visite Hobart en 1836, note qu'une succession récente de « vols, d'incendies et de meurtres par les noirs » s'est achevée par leur envoi en exil mais on peut trouver l'origine des violences dans la « conduite infâme » de quelques compatriotes anglais.
En Australie-Occidentale, Yagan, un homme du peuple noongar, mène une série d'attaques meurtrières contre des colons, et sa tête est mise à prix par les autorités. Il est tué par un colon en 1833.
Le rôle de protecteur des Aborigènes est issu d'une recommandation du rapport de la commission spéciale de la Chambre des communes du Royaume-Uni en 1838. 
Ce travail consiste(rait) à veiller aux droits des Aborigènes, à les protéger contre la spoliation de leur territoire et contre tout acte de cruauté, d'oppression et d'injustice. 
Il fut suggéré que le rôle de Protecteur inclue un contrôle social. 
La fonction de Protecteur des Aborigènes perdure jusque dans les années 1970.
Au cours du XIXe siècle, les Européens prennent le contrôle de la plus grande partie du pays. 
L'installation d'éleveurs dans l'intérieur de l'Australie est souvent une cause de conflit avec des Aborigènes, mais les compétences de gardiens de troupeaux indigènes sont source d'importantes économies. 
Les missions religieuses fournissent souvent un asile lors des conflits, tout en facilitant la colonisation.
Parmi les massacres les plus tristement célèbres du début du XIXe siècle, figurent le massacre de Pinjarra (15-30 morts) en 1834 et le massacre de Myall Creek (environ 30 morts) en 1838.
Le massacre de Myall Creek n'a pas été sanctionné en vertu de la loi coloniale, mais plutôt par des colons de surveillance. 
Après le massacre de Myall Creek, sept des meurtriers sont reconnus coupables, condamnés à mort et exécutés par pendaison. 
Pour la première fois, des Blancs sont exécutés pour avoir assassiné des Aborigènes pour un prétendu vol. 
Presque un siècle plus tard, une dispute violente sur une propriété - le cas de Tuckiar v R [1934] HCA 49 a vu un appel indigène à la Haute Cour d'Australie pour la première fois.
Pendant les années 1930, le Yolngu est un des derniers bastions de l'Australie indigène traditionnelle. 
Dhakiyarr, un homme Yolngu, est condamné pour le meurtre d'un policier dans le Territoire du Nord. 
L'opinion publique désapprouve la condamnation, car les preuves fournies suggèrent qu'il a protégé son épouse et la Cour change la condamnation en injustice. Dhakiyarr a disparu après sa relaxe, et a probablement été assassiné.
Les années 1930 voient les commencements du mouvement moderne de droits civiques pour des Aborigènes et l'apparition de chefs comme sir Douglas Nicholls qui défend les droits indigènes par le système légal et politique établi par l'Australie blanche.
L'historien Tim Flannery note que les rapports entre les explorateurs européens et leurs compagnons indigènes ont varié considérablement. 
Watkin Tench de la First Fleet écrit sur la bonne humeur de ses amis Eoras de Sydney. 
Bungaree accompagne Matthew Flinders lors de sa première circumnavigation autour de l'Australie en 1803. 
L'unique survivant de l'expédition de Burke et Wills est soigné par les aborigènes locaux. 
Sir Thomas Mitchell fait attention à noter des noms de lieux indigènes - et pour cette raison 70 % des noms des localités australiennes sont d'origine indigène. 
Le célèbre explorateur Jackey Jackey (un Aborigène de Nouvelle-Galles du Sud) est un ami fidèle d'Edmund Kennedy, qui mène une exploration vers le cap York en 1848. 
Kennedy et la plupart de son équipe sont tués par des Aborigènes du cap York, mais Jackey Jackey survit et finit le voyage. Néanmoins beaucoup d'explorateurs du XIXe siècle sont des hommes incultes qui traitent les Aborigènes avec mépris.
Selon l'historien Geoffrey Blainey, pendant la colonisation de l'Australie : « En mille lieux isolés, il y eut de temps en temps des décès occasionnés par le pistolet et la lance. Bien pire, la variole, la rougeole, la grippe et d'autres maladies nouvelles pour eux se répandirent d'une communauté indigène à l'autre. Le principal conquérant des Aborigènes fut la maladie et son alliée, la démoralisation ».
L'historien Henry Reynolds souligne le fait que les officiels gouvernementaux, ainsi que les colons, emploient fréquemment, aux XVIIIe et XIXe siècles, des mots tels qu'« invasion » et « guerre » pour décrire leur présence et leurs relations avec les autochtones. 
Dans son livre The Other Side of the Frontier (De l'autre côté de la frontière), Reynolds décrivit la résistance armée, au moyen de guérillas, des peuples aborigènes, face à l'intrusion blanche. Cette résistance, débutant au XVIIIe siècle, se poursuivit jusqu'au début du XXe. 
Cette historiographie australienne est actuellement sujette à de vives controverses (voir l'article "Guerres de l'histoire").

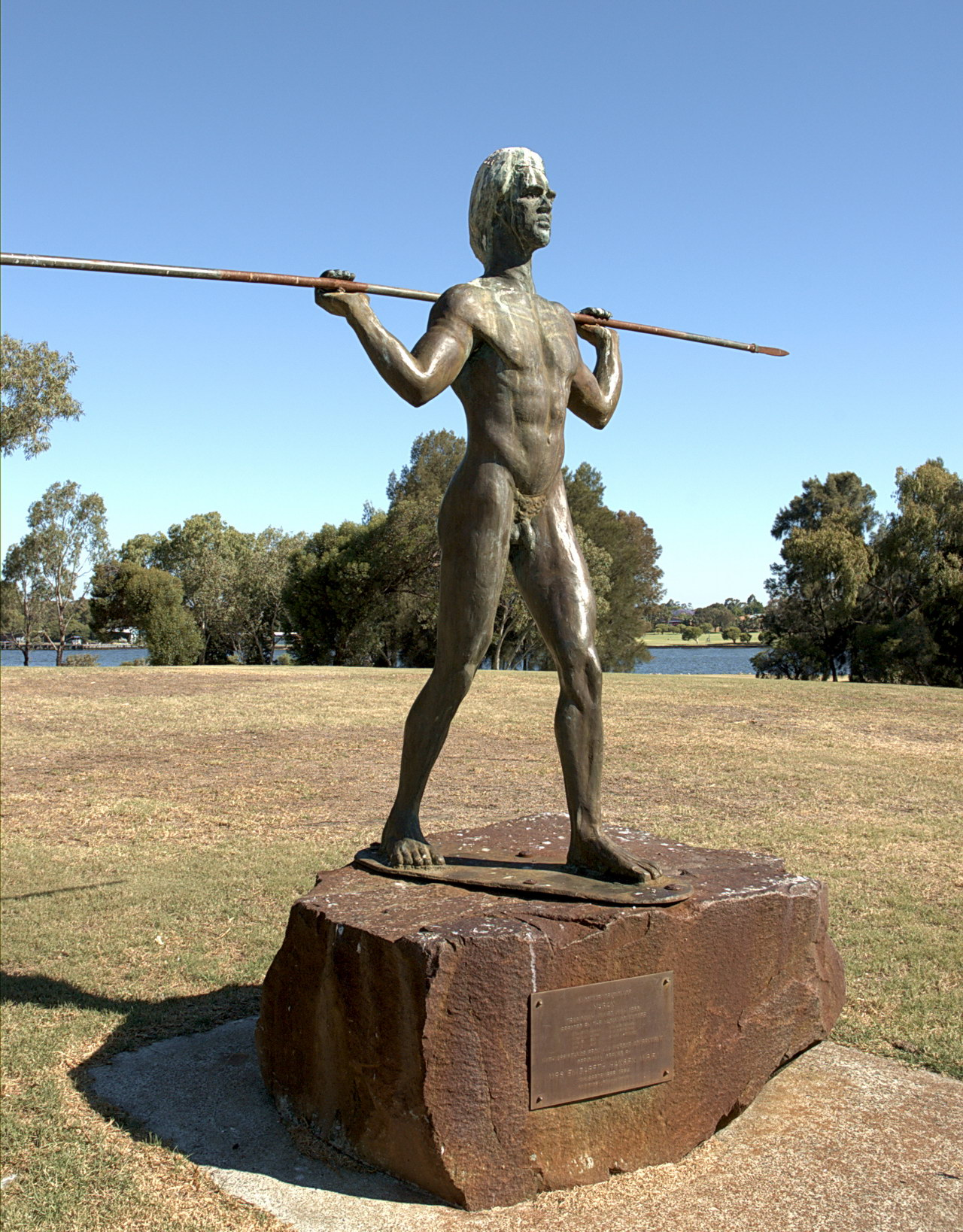
Statue de Yagan sur l'île Heirisson
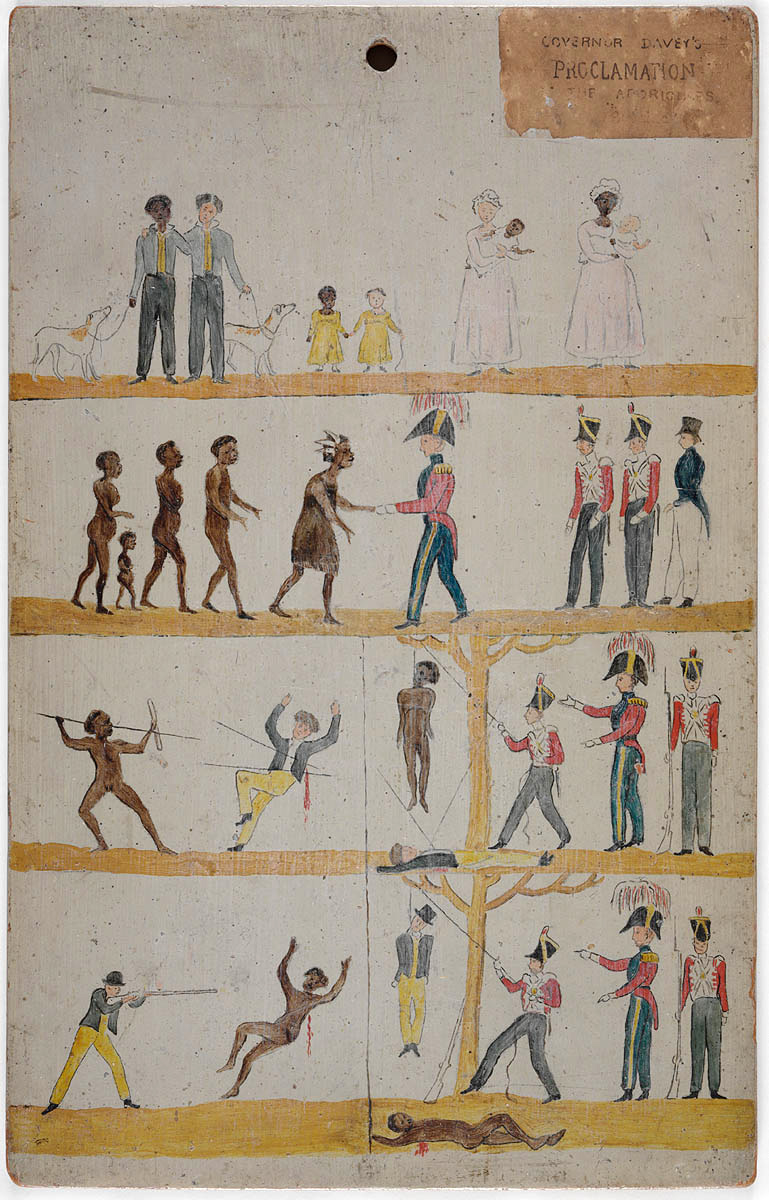
Proclamation du Gouverneur Arthur aux Aborigènes, vers 1828-30, huile sur planche de pin huon
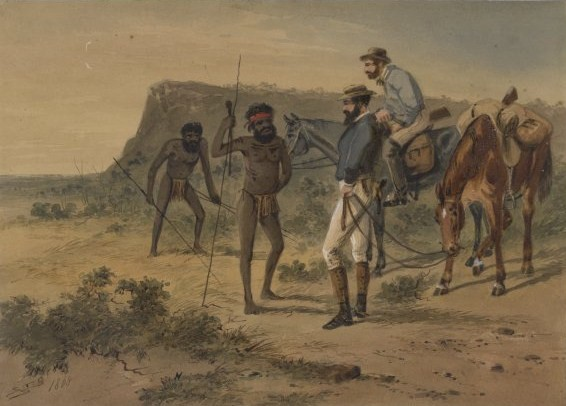
Samuel Thomas Gill (1818-1880), première rencontre (1868 ?)
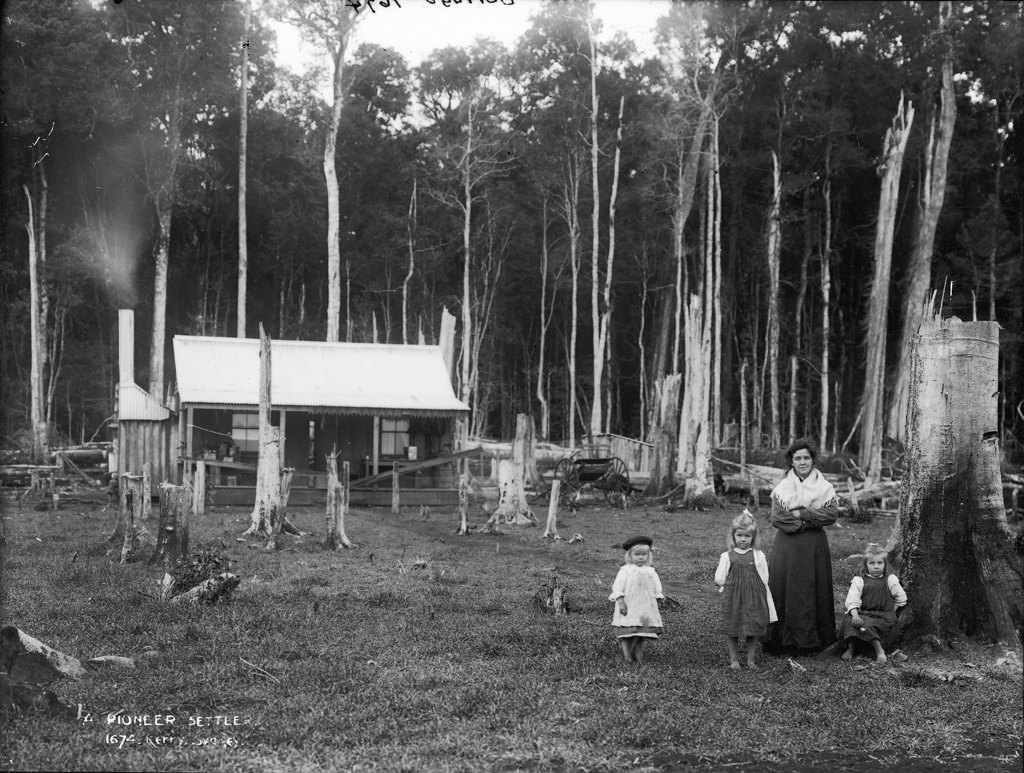
Famille de pionniers, vers 1900.

Lors des premiers temps de la colonisation, David Collins, secrétaire du gouverneur de la colonie de Sydney, écrit au sujet des Aborigènes :
« Tant qu'ils penseront que nous les avons dépossédés de leurs résidences, ils nous considéreront toujours comme leurs ennemis et, partant de ce principe, ils ont attaqué les personnes blanches à chaque fois qu'il leur était possible de le faire. »
Dans la plupart des cas, affirme Reynolds, les Aborigènes commencent par résister à la présence britannique. 
Un colon écrit dans une lettre au Launceston Advertiser en 1831 : « Nous sommes en guerre contre eux [...] ils résistent à notre invasion ».
Reynolds cite de nombreux écrits de colons qui, lors de la première moitié du XIXe siècle, se décrivent comme vivant dans la peur, par suite des attaques par des Aborigènes déterminés à les tuer ou à les chasser de leurs terres. 
Il suggère que la résistance aborigène est, du moins dans certains cas, temporairement une réussite ; les massacres d'hommes, de moutons et de vaches par des Aborigènes, qui mettent également le feu aux maisons et aux récoltes des Blancs, poussent certains colons à la faillite. La résistance aborigène continue à la fin du XIXe siècle, et en 1881 l'éditeur du Queenslander écrit :
« Ces quatre ou cinq dernières années, les destructions de vies humaines et de propriétés par des Aborigènes se montent à un sérieux total. [...] [L]a colonisation des terres, le développement des minerais et des autres ressources, ont été largement rendus impossibles par l'hostilité des noirs, qui continue sans faiblir ».
Reynolds, qui affirme que la résistance aborigène continue pendant largement plus d'un siècle, dément le "mythe" d'une colonisation pacifique de l'Australie. 
Les colons, pour leur part, réagissent souvent à la résistance aborigène avec une grande violence, ce qui mène à de nombreux massacres aveugles d'hommes, de femmes et d'enfants aborigènes par des Blancs.
Dans son livre The Fabrication of Aboriginal History, Volume One: Van Diemen's Land, l'historien conservateur Keith Windschuttle affirme qu'il n'existe pas assez de sources sûres pour valider la thèse selon laquelle un grand nombre d'Aborigènes auraient subi une mort violente aux mains des colons en Tasmanie.

### 1850-1900: Démocratisation et sentiment d'identité nationale

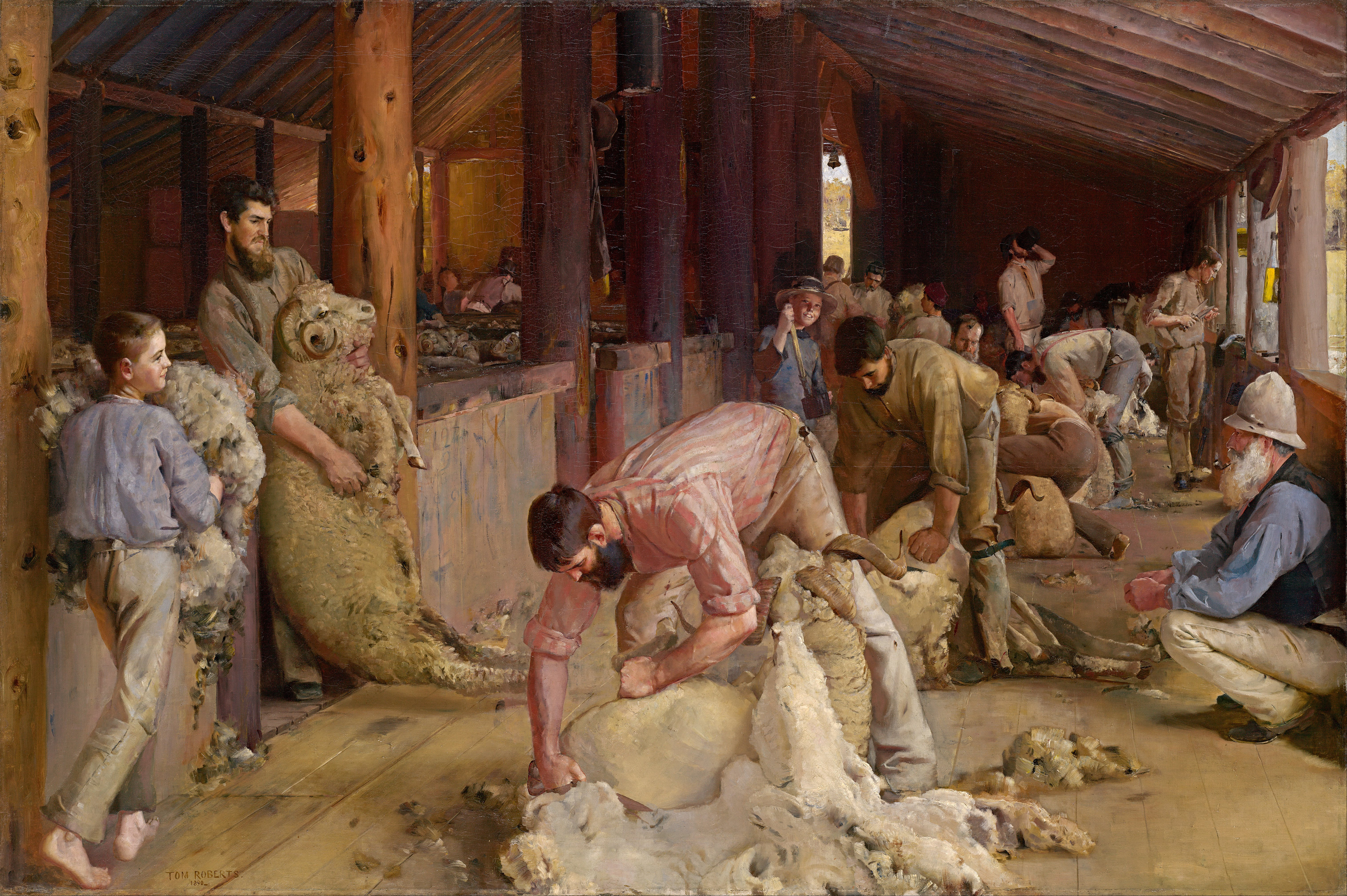
Shearing the Rams, par Tom Roberts. Vers la fin du XIXe siècle, l'art des peintres comme ceux de l'Heidelberg School et la prose des écrivains ont fait naître un sentiment croissant d'identité nationale.

Les années 1850 et 1860 sont l'époque de la ruée vers l'or, provoquant une rapide expansion de la population, permettant un certain enrichissement mais provoquant également une relative tension sociale - comme la rébellion d'Eureka Stockade en 1854, ce qui a accéléré l'introduction du suffrage universel au Victoria et peut être considéré comme la première expression d'un sentiment national.
Les bushrangers connaissent certainement leur apogée à l'époque de la ruée vers l'or : ces hors-la-loi  réussissent à survivre dans le bush en se cachant des autorités. 
Plus de 2 000 bushrangers ont sans doute parcouru les étendues australiennes, des premiers bagnards évadés jusqu'à la fin des bushrangers marquée par le dernier combat de Ned Kelly à Glenrowan en 1880. 
Les bushrangers s'attirent l'estime de certains milieux, en partie à cause de la dureté et de l'anti-catholicisme des autorités coloniales, qu'ils embarrassent mais aussi en raison du romantisme et de la lutte contre la loi qu'ils représentent. 
Certains bushrangers, et tout particulièrement Ned Kelly dans sa lettre de Jerilderie se présentent comme des rebelles politiques. 
Les bushrangers apparaissent régulièrement dans la littérature, la musique, le cinéma et la télévision australienne : Jack Donahue, Dan "Mad Dog" Morgan, et Ned Kelly (sujet du premier long métrage de l'histoire (plus d'une heure), The Story of the Kelly Gang, réalisé en 1906).
Au cours de la période allant de 1855 à 1890, les six colonies deviennent chacune l’une après l’autre autonomes, gérant leurs propres affaires. 
Les hommes sont autorisés à voter au suffrage universel - y compris les indigènes - en Australie-Méridionale, au Victoria et en Nouvelle-Galles du Sud à partir des années 1850 (soit avant des nations européennes comme la Grande-Bretagne, la France et l'Allemagne) et en Tasmanie en 1896. 
Le Queensland obtient son autonomie en 1859 et l'Australie-Occidentale en 1890, mais ces colonies refusent le droit de vote aux indigènes. 
La loi britannique est appliquée dans chaque colonie, lorsque le Royaume-Uni autorise chacune d'entre elles à se doter d’un gouvernement responsable, et évolue avec le temps. 
Le gouvernement britannique garde toutefois le contrôle de certains domaines comme les affaires étrangères, la défense et le commerce international.
Malgré son économie fortement rurale, la population australienne reste très urbaine, se concentrant surtout dans les villes de Melbourne et de Sydney. 
Financée par la prospérité de la ruée vers l'or, la National Gallery of Victoria est fondée en 1861 et commence à recueillir les travaux des maîtres européens ainsi que les nouvelles écoles australiennes de peinture.
En 1854-1866, utilisant le principe de la compression de vapeur, l'inventeur australien James Harrison produit, dans le Victoria, le premier réfrigérateur pratique au monde. 
Son invention permet par la suite l'exportation de viande vers l'Europe. 
Cela apporte une prospérité supplémentaire à celle due à l'industrie de la laine et à l'extraction de l'or au XIXe siècle. 
Les règles du football australien sont codifiées à Melbourne en 1858. 
Dans les années 1880, Marvellous Melbourne devient la deuxième plus grande ville de l’Empire britannique.
L’Australie gagne aussi la réputation d’être un paradis du travailleur et un laboratoire pour les réformes sociales. 
C’est en effet elle qui organise la première élection à bulletin secret et connaît le premier gouvernement d'un parti travailliste élu.
Le Parti travailliste australien (ALP) tire son origine des mouvements travaillistes fondés au début des années 1890 dans les colonies qui allaient ensuite former la fédération australienne, et notamment en Nouvelle-Galles du Sud et au Queensland. C’est d’ailleurs dans cette dernière colonie qu’Anderson Dawson, chef de file des travaillistes locaux, constitue le premier gouvernement social-démocrate de l’Histoire du monde, qui, cependant, minoritaire, ne dure qu’une semaine. On peut toutefois considérer que la date de création de l’ALP est celle du 8 mai 1901, date de la première réunion du “parti parlementaire” fédéral (i.e. les députés travaillistes au parlement fédéral australien).
La première organisation pour obtenir le droit de vote des femmes est créée au Victoria en 1884. 
En 1894, les femmes d'Australie-Méridionale obtiennent ce droit. 
Vers la même époque, l'Australie crée les retraites pour les personnes âgées, les salaires minima pour les ouvriers - toute une série de lois à l'avant-garde de la politique sociale mondiale.
Broken Hill Proprietary Company, abrégé en BHP, est créé en 1895 pour opérer une mine à Broken Hill en Nouvelle-Galles du Sud. En 1915, elle commence à produire de l'acier avec des usines situées principalement à Newcastle. Elle devient la plus grande entreprise de l'Australie (BHP Billiton).
Vers la fin du XIXe siècle, l'art des peintres comme ceux de l'Heidelberg School et la prose des écrivains comme Banjo Paterson et Henry Lawson font naître un sentiment croissant d'identité nationale et des hommes politiques comme Sir Henry Parkes et Sir Edmund Barton font campagne pour une fédération indépendante des colonies, avec la reine Victoria en tant que souveraine. De plus, se développe un sentiment politique de l'Australie blanche.

## Histoire de l'Australie de 1901 à 1945
Cette période va de la création d'un État indépendant, la fédération australienne (The Commonwealth of Australia) à la fin de la Seconde Guerre mondiale à laquelle l'Australie participe de façon importante. Pendant cette période, l'Australie reste encore très proche du Royaume-Uni, pour se rapprocher des États-Unis à la fin de la guerre.

### Les premières années
Galerie photographique Brisbane 1901 :

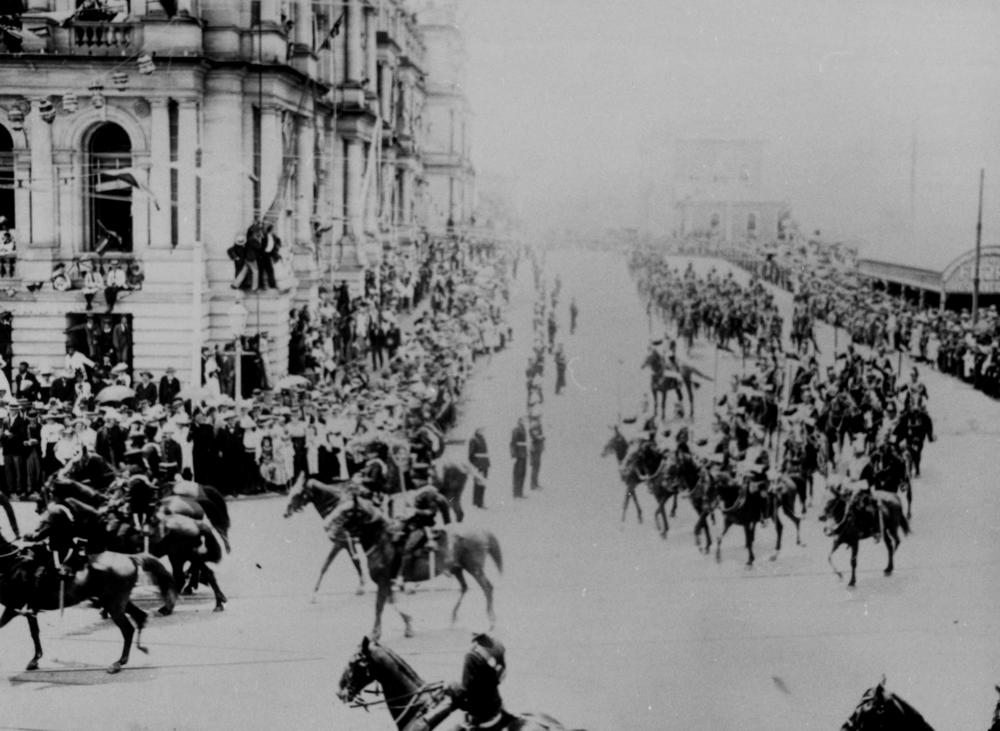
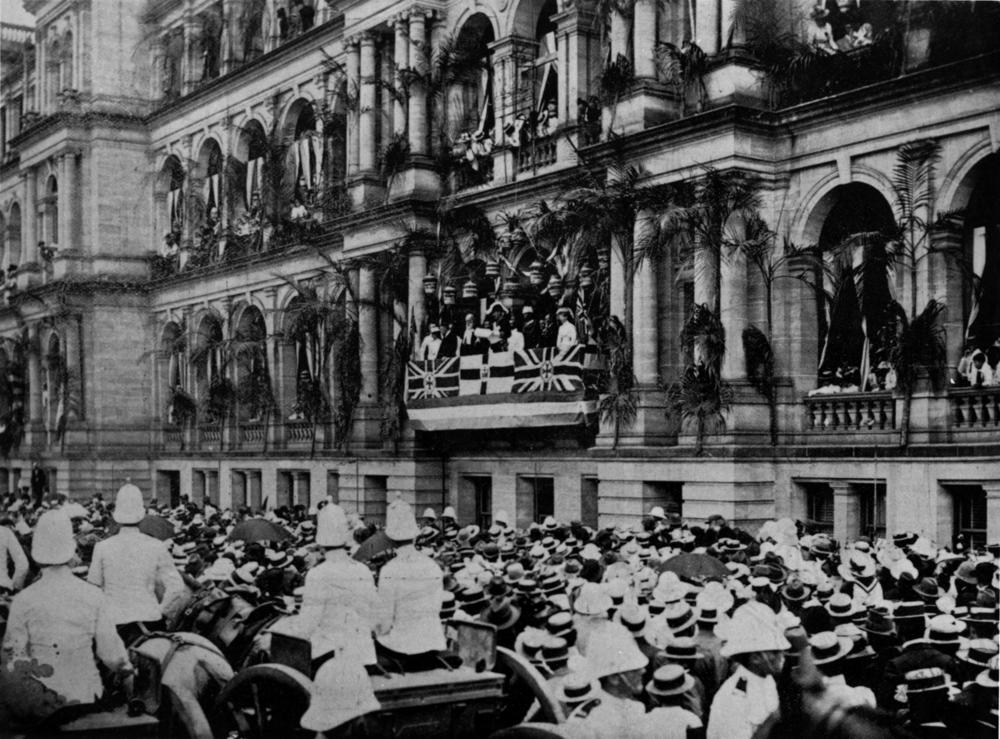
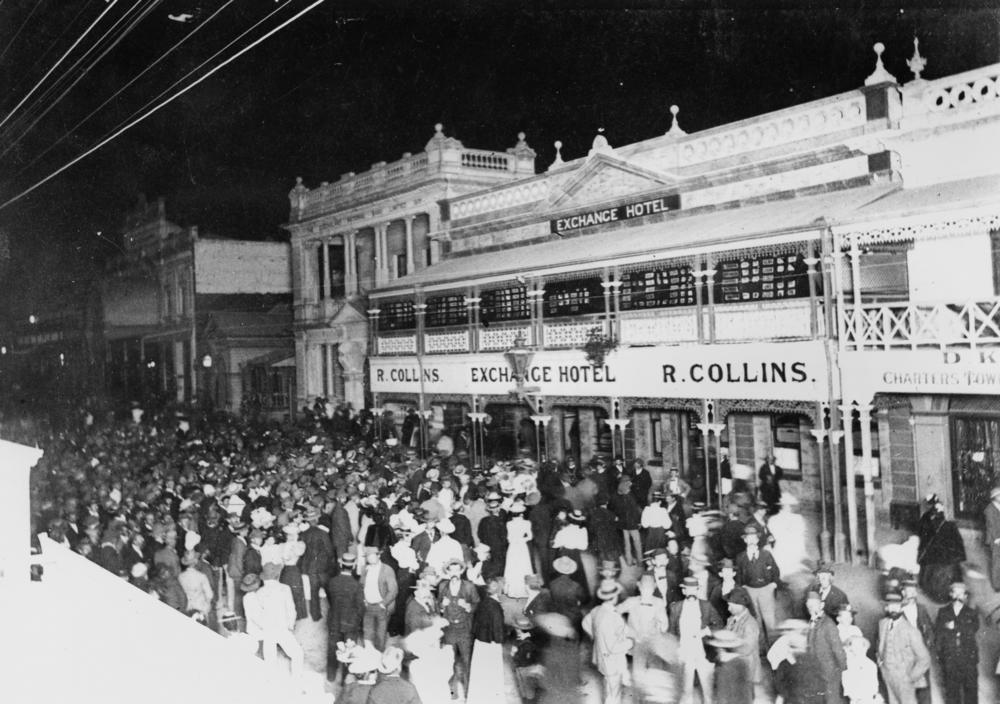
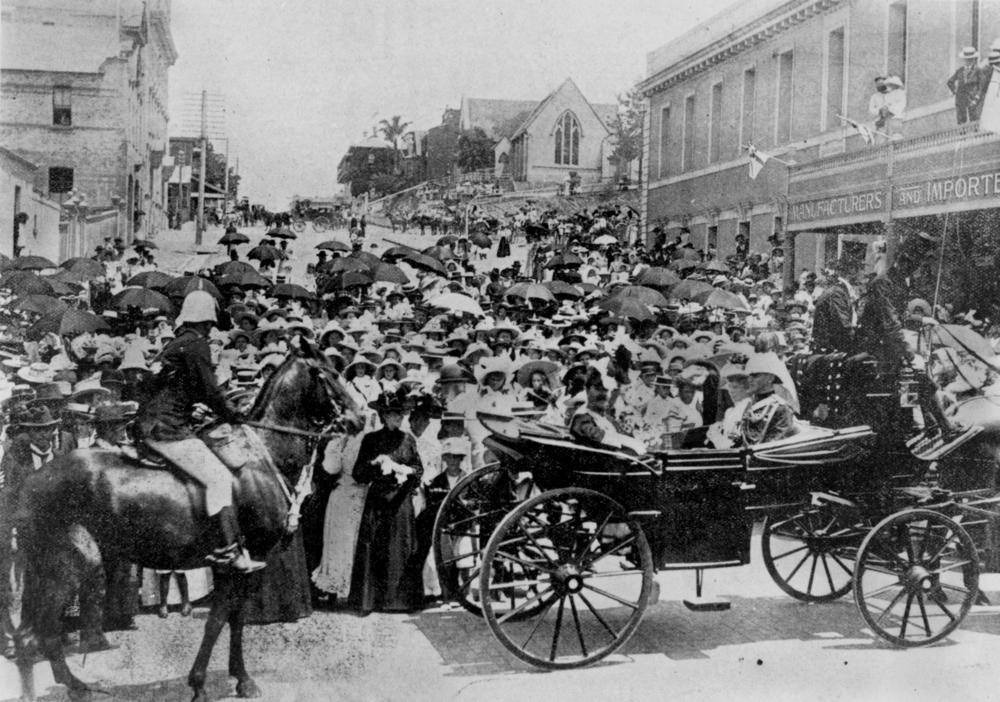
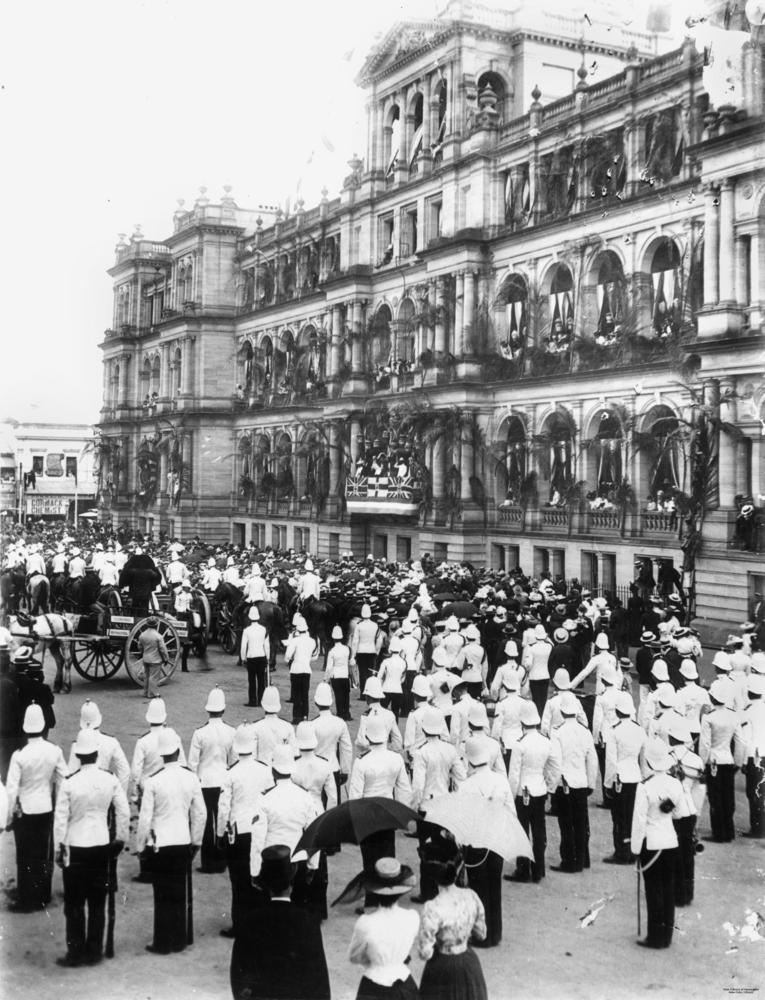

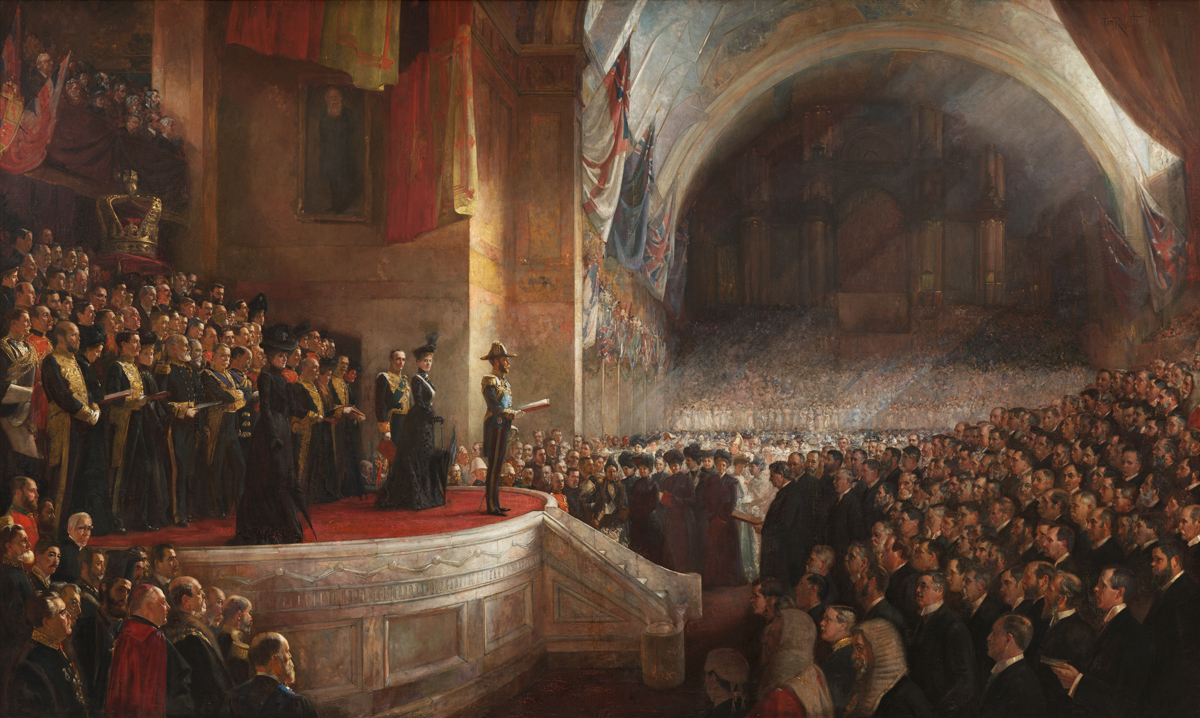
L'ouverture de la première session du Parlement à Melbourne le 9 mai 1901. Peinture de Tom Roberts.

Le début du XXe siècle va voir aboutir près de deux décennies de négociations entre les dirigeants des différentes colonies australiennes et la Nouvelle-Zélande pour la création d'un État fédéral (auquel la Nouvelle-Zélande n'adhérera pas) avec l'approbation d'une constitution par l'ensemble des six colonies australiennes et sa ratification par le parlement britannique en 1900. Le nouvel État fédéral voit le jour le 1er janvier 1901.
Melbourne est choisie comme siège temporaire du gouvernement tandis qu'une nouvelle capitale, Canberra, va être progressivement construite. Le futur roi George V, alors duc d'York, ouvre la première séance du Parlement d'Australie le 9 mai 1901, et son successeur, (qui devait plus tard devenir le roi George VI), ouvre la première séance parlementaire à Canberra, le 9 mai 1927. Bien que l’Australie soit devenue indépendante, le gouvernement britannique garde quelques pouvoirs sur le dominion jusqu'à l'adoption de la loi Statute of Westminster Adoption Act, le 9 octobre 1942.
Aux premières élections fédérales de mars 1903, aucun des trois grands partis politiques australiens de l'époque n'a la majorité dans chacune des deux Chambres du Parlement. Edmund Barton, leader du parti protectionniste forme un gouvernement avec l'appui du parti travailliste, alors que George Reid, leader du parti libre échangiste devient le leader de l'opposition. Le gouvernement Barton, qui est remplacé par le gouvernement Deakin en 1903 fait voter les premières lois fondamentales du pays et amorcer la politique de l'Australie blanche.
En 1909, les partis protectionniste et libre-échangiste fusionnent et forment le Parti libéral du Commonwealth mais cette union n'est pas suffisante pour empêcher l'arrivée au pouvoir du parti travailliste conduit par Andrew Fisher en 1910. Le parti travailliste est battu de peu en 1913 mais il revient au pouvoir en 1914 et semble voué à devenir le parti politique dominant du pays. Mais le déclenchement de la Première Guerre mondiale va modifier la politique australienne de manière définitive.

### La Première Guerre mondiale (1914-1918)
- Histoire militaire de l'Australie pendant la Première Guerre mondiale, Corps d'armée australien et néo-zélandais, Journée de l'ANZAC

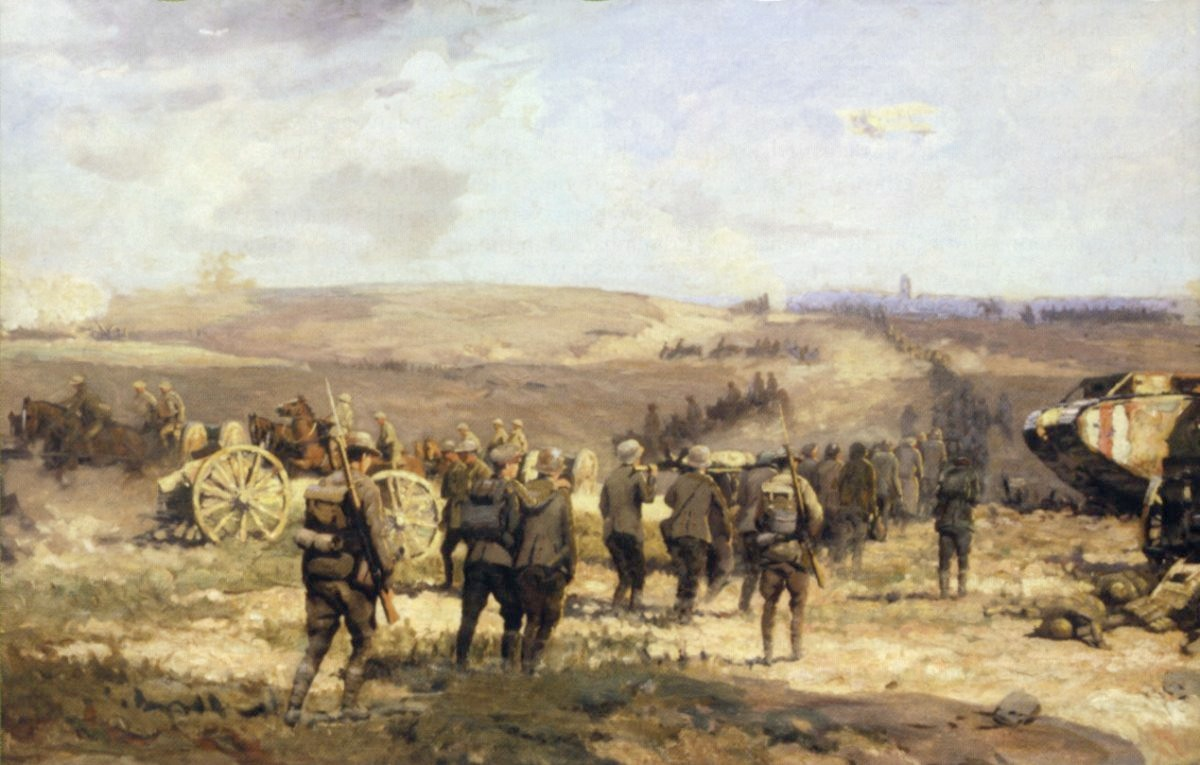
Bataille d'Amiens Le 8 août 1918, toile de William Longstaff. 46000 Australiens sont morts en combattant en France.

L'Australie envoie plus de 330 000 soldats pour lutter aux côtés de la Grande-Bretagne pendant la Première Guerre mondiale et plus de 60 000 d'entre eux perdent la vie, notamment à Gallipoli, sur la côte turque, à Beer-Sheva, à la bataille de la Somme et à Ypres. Ces soldats sont tous des volontaires : en 1916 puis en 1917, les Australiens votent par référendum contre la conscription.
Peu de temps après le déclenchement de la guerre et à la suite d'une demande du gouvernement britannique le 6 août 1914, la Force expéditionnaire terrestre et navale australienne fut formée. Ses objectifs étaient les stations allemandes de Yap dans les îles Carolines, Nauru et Rabaul, en Nouvelle-Bretagne. À la suite de la prise de possession de ce territoire allemand, l'ANMEF servit de force d'occupation pour le restant de la durée de la guerre,.
La Force aérienne royale australienne (Australian Flying Corps), l'ébauche de l'armée de l'air australienne, a été créé en mars 1914 et a connu sa première utilisation en Nouvelle-Guinée allemande et la première victoire de guerre de la Royal Australian Navy se produisit lorsque le croiseur Sydney coula le croiseur léger allemand, l'Emden, au large des îles Cocos dans l'océan Indien.
La Première force impériale australienne, formée peu de temps après le déclenchement de la guerre, fut l'œuvre de William Throsby Bridges et de Cyril Brudenell Bingham White. La force devait regrouper tous les volontaires pour combattre outre-mer. Le 25 avril 1915, le débarquement de l’ANZAC commence à Gallipoli, sur un promontoire étroit couronné par des fortifications, face à des escarpements quasi infranchissables. Les Turcs déclenchèrent un feu d’enfer, mais les Australiens parvenaient, vers 6 heures, à occuper le sommet de la première colline. Le jeune général turc Kemal Pacha (Mustafa Kemal Atatürk) lança une contre-attaque. 8141 Australiens mourront vers la fin de la bataille. En Australie, on se rappelle la défaite de Gallipoli comme « baptême du feu » pour l'armée et la nouvelle nation australienne. Une cérémonie s'y déroule chaque année le 25 avril (ANZAC Day).
Les divisions de la Première Force Impériale australienne commencèrent à être transférées d'Égypte en France en mars 1916. En juillet 1916, en marge de la bataille de la Somme, Fromelles fut le théâtre de combats entre soldats du Commonwealth (en particulier d'Australie) et de l'Allemagne qui ont fait quelque 7 000 morts et blessés dans les rangs alliés.
Le 31 octobre 1917, les Australiens du 4e de cavalerie légère, également nommé 4th Light Horse Brigade, commandés par le général de brigade William Grant, mènent la charge sur les tranchées ottomanes et prennent possession des puits de Beer-Sheva. Cet événement est souvent décrit comme la dernière charge de cavalerie victorieuse de l'Histoire.
Les Australiens ont joué un rôle décisif pendant les derniers mois de la guerre. Le 8 août 1918, la bataille d'Amiens, menée par les corps australiens, est la première victoire décisive des Britanniques. Le chef allemand défait, le général Ludendorff, a décrit la bataille comme le « jour noir » de l'armée allemande. Le 12 août, le commandant australien, le général John Monash, a été adoubé sur le champ de bataille par le Roi George V ; c'est la première fois en deux cents ans qu'un monarque britannique honore un chef militaire d'une telle manière. Monash prépare l'attaque des défenses allemandes au cours de la bataille de la Ligne Hindenburg, qui réussit.
En 1919, le premier ministre Billy Hughes signe le traité de Versailles au nom de l'Australie, ce qui en fait le premier traité international signé par ce pays. À Versailles, Hughes demande de lourds dédommagements à l'Allemagne et entre fréquemment en conflit avec le président des États-Unis, Woodrow Wilson qui décrivit Hughes comme un « emmerdant vaurien ». "Je parle pour 60 000 morts australiens, ...pour combien parlez vous?" demanda Hughes à Wilson. Hughes réussit à obtenir le contrôle par l'Australie de l'ancienne colonie allemande de Nouvelle-Guinée, et une place dans la toute nouvelle Société des Nations.
L'Australie va aussi être une source importante de céréales pour approvisionner l'Europe en pénurie à cause de la guerre, ce qui modifie profondément l'agriculture du pays. C'est l'époque de la ruée vers la ceinture de blé. La construction des chemins de fer a été renforcée, tandis que les agriculteurs s'y installant ont bénéficié d'une expertise technique, et qu'un impôt progressif sur le revenu a été introduit.
Hughes s'unit avec les libéraux pour former le parti nationaliste et reste au pouvoir jusqu'en 1923, date à laquelle il est remplacé par Stanley Bruce. Le parti travailliste va rester faible et divisé pendant les années 1920. Un nouveau Country Party va lui prendre beaucoup d'électeurs.
| Motifs de décès               | Nombre  |
| ----------------------------- | ------- |
| Tués à la guerre              | 53 993  |
| Tués hors-guerre              | 7 727   |
| Blessés au combat             | 137 013 |
| Gazés                         | 16 496  |
| Prisonniers de guerre         | 3 647   |
| Prisonniers de guerre décédés | 109     |

### Surmonter la «tyrannie de la distance»

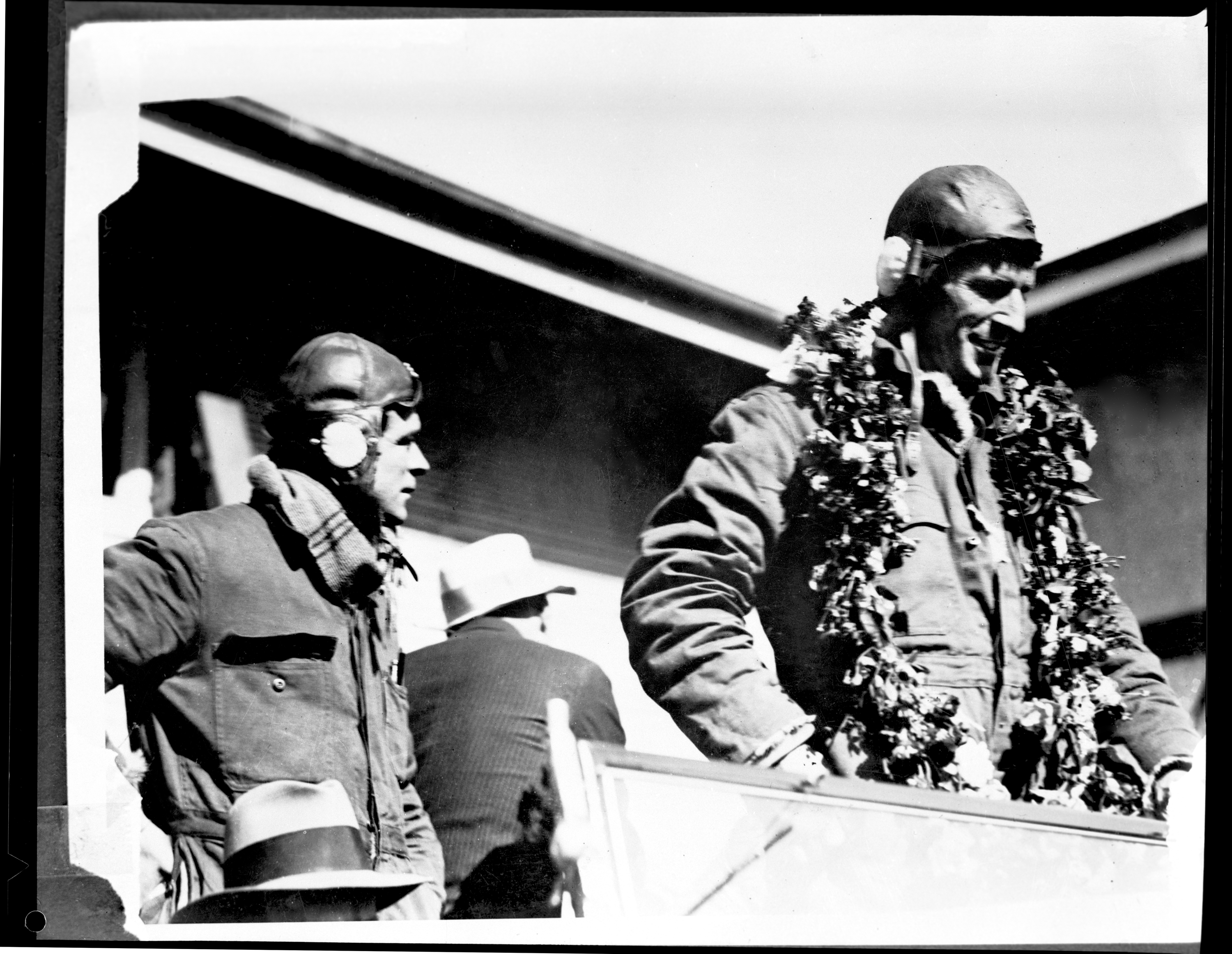
Charles Kingsford Smith et Charles Ulm font la première traversée de l'océan Pacifique en avion entre les États-Unis et l'Australie en 1928.

L'historien Geoffrey Blainey présente la « tyrannie de la distance » comme un défi constant dans le développement de la nation australienne - des milliers de kilomètres séparent les principales villes et des partenaires commerciaux étrangers. 
La Ligne télégraphique transaustralienne, achevée en 1872, a permis des communications rapides entre l'Australie et le reste du monde. Les premiers trains en Australie ont commencé à fonctionner en 1854. 
La construction de The Ghan, le chemin de fer qui relie les villes de d'Adelaïde et de Darwin a commencé en 1878 mais n'a terminé qu'en 2004. La construction de l'Indian Pacific, le chemin de fer qui relie les villes de Perth et de Sydney, a commencé en 1917 dans le but d'accélérer l’intégration de l’Australie-Occidentale à la fédération, mais n'a pas été accomplie avant 1970. Elle a une longueur de 4 352 kilomètres et passe à travers trois États.
Au XXe siècle, la radio et l'aviation ont été rapidement utilisées pour surmonter cette « tyrannie de la distance ». La Qantas, la deuxième plus vieille compagnie aérienne du monde toujours en activité, est fondée en 1920 dans l'Outback ; le révérend John Flynn a créé le Royal Flying Doctor Service, le premier service d'ambulances aériennes au monde en 1928, afin d'apporter une aide médicale aux populations isolées du pays. En 1928, Sir Charles Kingsford Smith et Charles Ulm font la première traversée de l'océan Pacifique en avion entre les États-Unis et l'Australie (ils réalisent également la première traversée de l'Australie sans escale et le premier vol entre l'Australie et la Nouvelle-Zélande).

### La grande dépression (1930-1940)

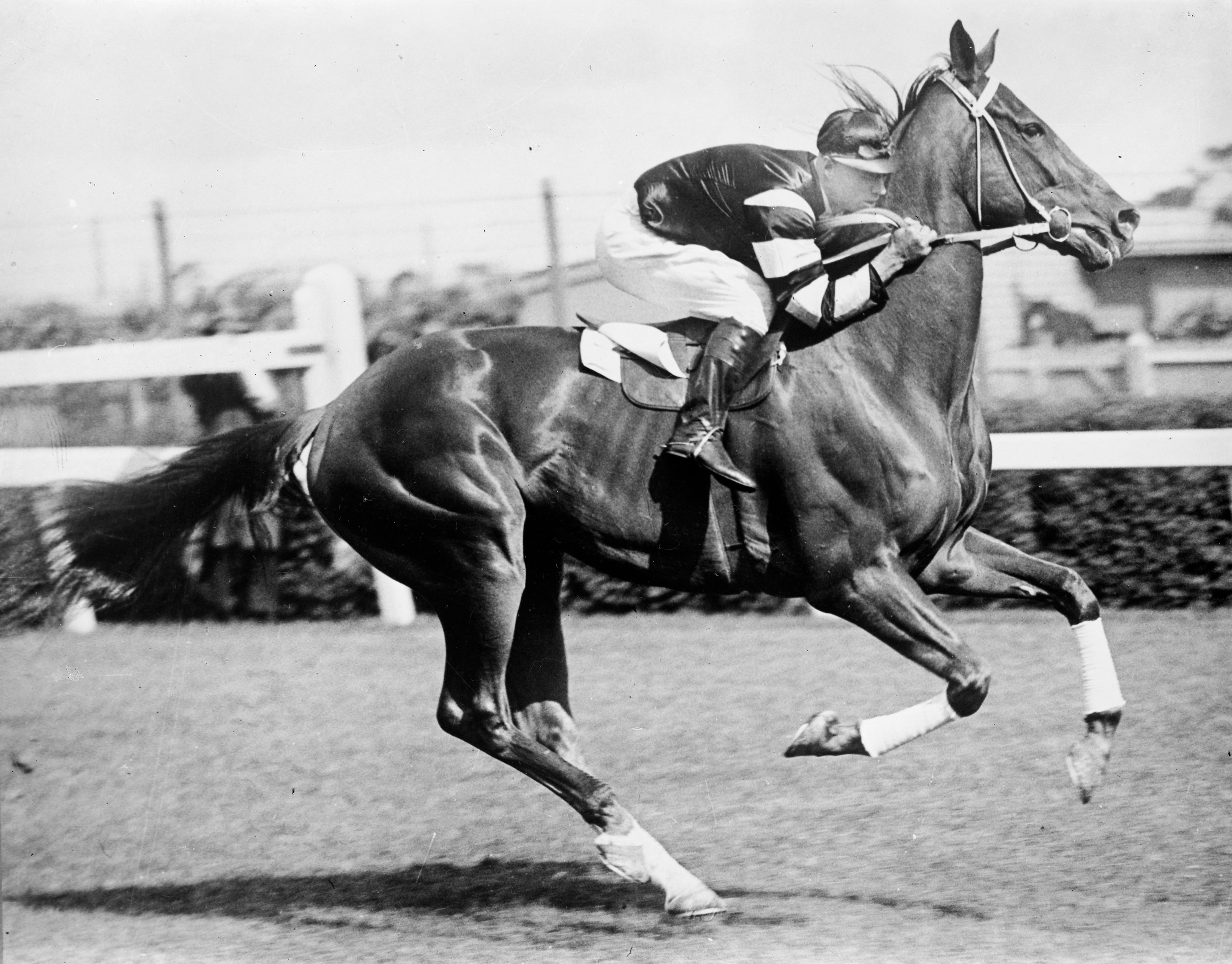
Pendant la Dépression, les Australiens ont trouvé la consolation dans les sports et les exploits du cheval Phar Lap et du cricketeur Don Bradman.

La dépendance de l'économie australienne à l'exportation de produits primaires comme le blé et la laine vers la Grande-Bretagne vont provoquer, pendant la Grande Dépression des années 1930, un chômage et une misère encore plus grande que celles observées au cours des années 1890.
Au début de 1931, Jack Lang (Premier ministre de la Nouvelle-Galles du Sud à deux reprises de 1925 à 1927 et de 1930 à 1932) publia son propre plan de lutte contre la dépression, qui était en opposition avec les autres gouvernements et le gouvernement fédéral. Lang s'opposa violemment au plan fédéral du travailliste James Scullin, plan qui appelait à de plus fortes réductions encore de dépenses du gouvernement pour équilibrer le budget. Lang retira tous les fonds de l'État détenus sur des comptes bancaires fédéraux et les garda en liquide à la Chambre de Commerce, de sorte que le gouvernement fédéral ne pouvait plus avoir accès à l'argent. Le gouverneur Sir Philip Game informa Lang que, selon lui, cette action était illégale. Lang resta ferme et, le 13 mai 1932, le gouverneur retira sa charge à Lang et nomma le chef de l'opposition, Bertram Stevens, premier ministre. Stevens appela immédiatement à de nouvelles élections, où le parti travailliste fut sévèrement battu. Ce fut la seule fois où un gouvernement d'un État australien ayant la confiance de la chambre basse du Parlement fut destitué par un gouverneur jusqu'à ce que le gouverneur général Sir John Kerr destitue le gouvernement de Gough Whitlam le 11 novembre 1975.
Le Parti travailliste conduit par James Scullin a remporté haut la main l'élection de 1929 mais il est incapable de faire face à la crise provoquée par la grande dépression. Le parti travailliste se scinde en trois factions puis perd le pouvoir en 1932 aux dépens d'un nouveau parti conservateur, le Parti United Australia, dirigé par Brett Hewett, et ne retournera pas au pouvoir jusqu'en 1941. L'Australie va récupérer très lentement de la crise jusqu'à la fin des années 1930. Au gouvernement, Joseph Lyons meurt en 1939 et est remplacé par Robert Menzies.
Pendant la dépression, les Australiens ont trouvé la consolation dans les sports. En particulier, les exploits du cheval Phar Lap et du cricketeur Donald Bradman ont inspiré la nation. Phar Lap est le plus célèbre cheval de course australien qui a gagné la Coupe de Melbourne d'hippisme (Melbourne Cup) à de nombreuses reprises, pendant les années 1930. Bradman est généralement considéré comme étant le meilleur batteur de l'histoire du sport de cricket. En réponse à Bradman, l'Équipe d'Angleterre de cricket conçoit le tactique de Bodyline (qui consiste, pour l'équipe qui lance la balle, à combiner des lancers rapides dirigés vers le corps du batteur). Un malaise s'instaure pourtant entre les deux équipes, la controverse se déplace ensuite sur le plan diplomatique entre l'Australie et l'Angleterre.

### La Seconde Guerre mondiale (1939-1945)

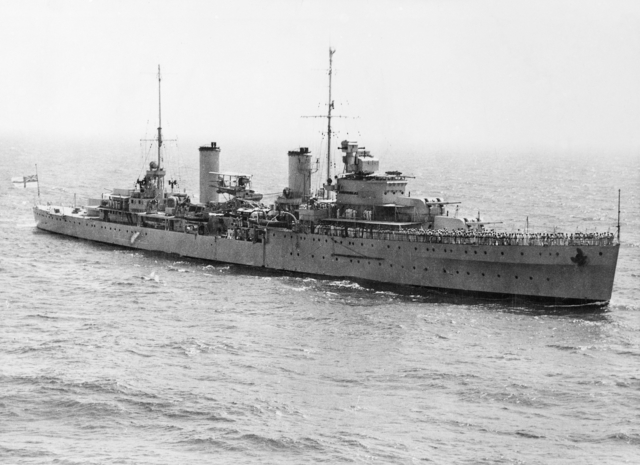
Le croiseur sera coulé au large des côtes de l'Australie-Occidentale le 19 novembre 1941.

- Histoire militaire de l'Australie pendant la Seconde Guerre mondiale

L’invasion de la Pologne par les nazis entraîne les déclarations de guerre de la Grande-Bretagne et de l’Australie en 1939. L'armée australienne deviendrait la première pour arrêter l'avance des armées allemandes et japonaises : arrêtant la Deutsches Afrikakorps d'Erwin Rommel à Tobrouk en 1941, et l'avance japonaise vers la baie de Milne, en 1942.
Lorsqu'éclate la Seconde Guerre mondiale, l'Australie envoie de nouveau ses forces armées pour combattre aux côtés de la Grande-Bretagne. Le 15 septembre 1939, le premier ministre Robert Menzies annonça la formation de la Seconde force impériale australienne (Australian Imperial Force ou AIF).
En 1940-41, les forces australiennes jouent un rôle majeur dans les combats qui ont pour théâtre le bassin méditerranéen, notamment l'opération Compass, le siège de Tobrouk, la campagne des Balkans, la bataille de Crète, la campagne de Syrie et la seconde bataille d'El Alamein. En 1941, Menzies passa plusieurs mois au Royaume-Uni pour discuter de stratégie avec Winston Churchill et d'autres hommes politiques alors que son image se dégradait en Australie. Quand Menzies revint au pays, il se rendit compte qu'il avait perdu tout appui et dut démissionner d'abord le 28 août de son poste de Premier Ministre puis de son poste de chef du Parti United Australia. Le chef du « Country Party », Arthur Fadden, devint Premier Ministre.
En octobre 1941, les deux parlementaires indépendants qui avaient soutenu les conservateurs au pouvoir depuis 1940 apportèrent leurs soutiens aux travaillistes et John Curtin devint Premier Ministre. La guerre se rapproche du continent australien quand les croiseurs australien HMAS Sydney (D48) et allemand Kormoran se coulent l'un l'autre au large de l'Australie-Occidentale le 19 novembre 1941 ; les 645 hommes d'équipage périssent et le navire lui-même a été retrouvé le 16 mars 2008.
Après l'attaque de Pearl Harbor et les forces alliées de l'Asie de l'Est et du Pacifique le 8 décembre 1941 (pour les Australiens, le 7 pour les habitants de Pearl Harbor), Curtin insiste pour que les forces australiennes soient rapatriées afin de lutter contre les forces japonaises. Les Japonais s'emparèrent du bastion des forces Commonwealth-britanniques à Singapour, le 15 février 1942. 14 972 soldats australiens sont faits prisonniers dont environ 2 650 mourront en construisant la ligne du chemin de fer de la mort, Birmanie-Thaïlande (parmi les prisonniers australiens de la guerre les plus célèbres figurent le médecin Edward Dunlop et l'infirmière Vivian Bullwinkel). Les services aériens de l'Armée et de la Marine impériales japonaises mènent une campagne de bombardements contre des objectifs civils et militaires dans le nord de l'Australie notamment le Bombardement de Darwin. La population australienne sent la menace d'invasion japonaise qui pèse sur le pays. Des sous-marins de la marine impériale japonaise portent une série d'attaques contre les villes de Sydney et de Newcastle. La campagne de mobilisation qui s'ensuit sera désignée sous le nom de bataille pour l'Australie. Au cours des 19 mois suivants, l'Australie sera bombardée près de 100 fois.

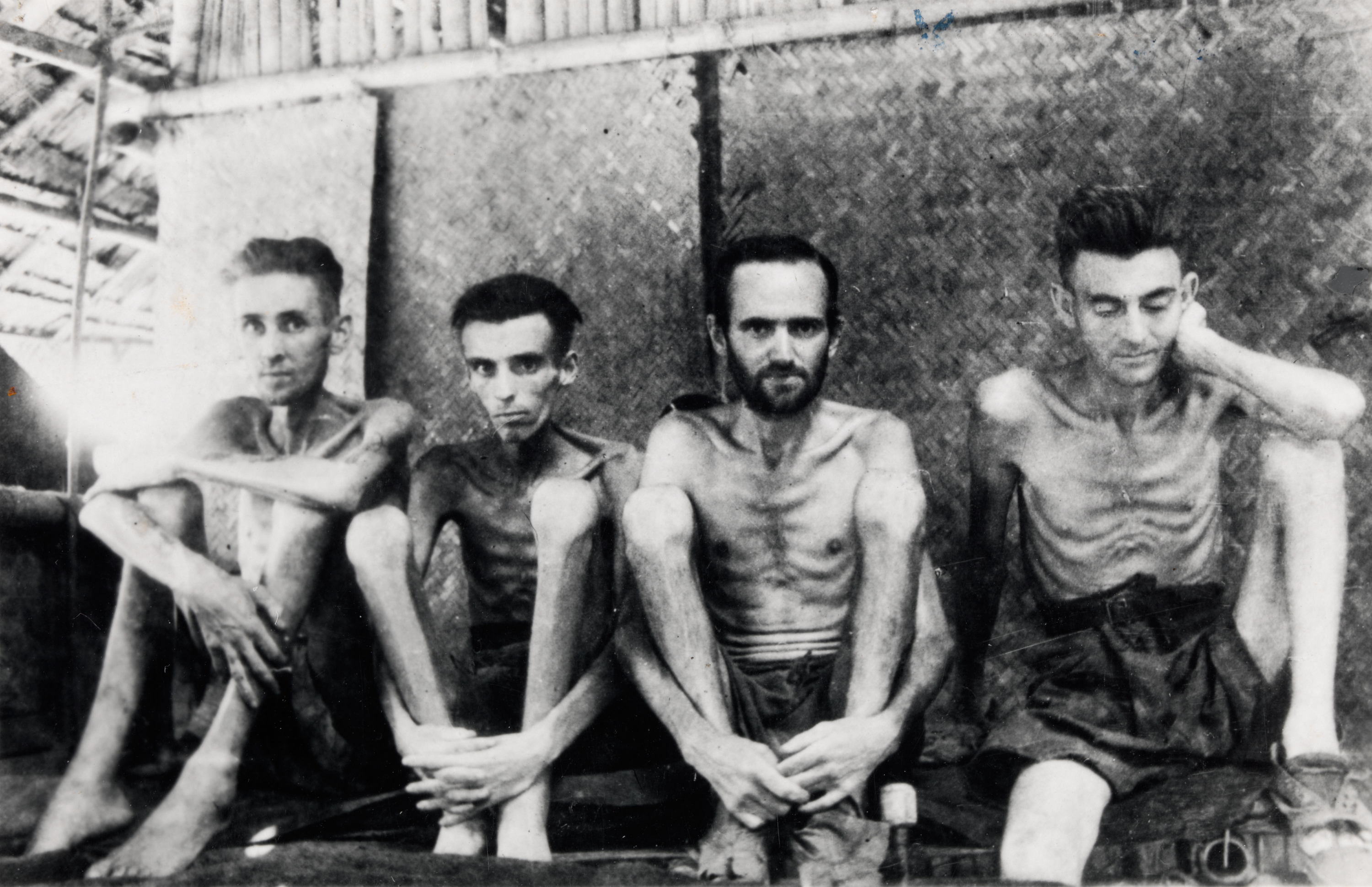
Des prisonniers de guerre australiens et néerlandais à Tarsau, en Thaïlande en 1943. 22000 Australiens ont été faits prisonniers par les Japonais. Environ 8000 mourront des conditions de détention.

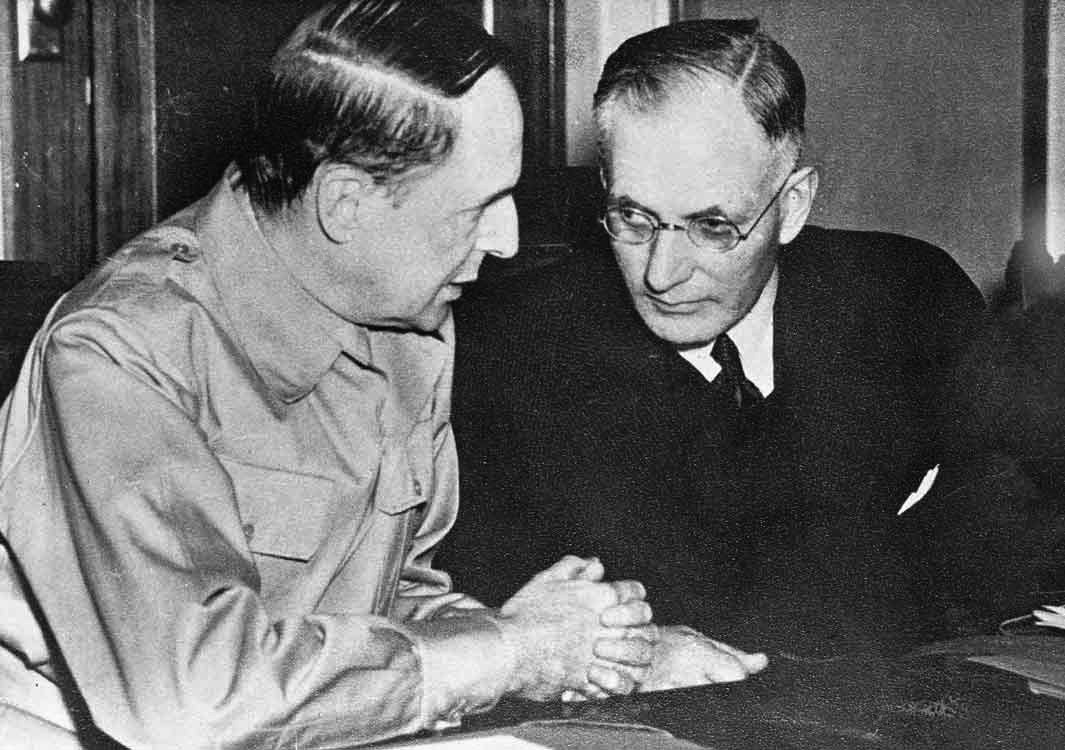
Pendant la Seconde Guerre mondiale : Douglas MacArthur, chef des forces alliées en Asie, et John Curtin, premier ministre australien.

L'effondrement de l'armée britannique dans le Pacifique, conduisit l'Australie à réorienter sa politique étrangère et militaire vers les États-Unis. En février 1942, les gouvernements américain et britannique convinrent que l'Australie passerait sous responsabilité stratégique des États-Unis. En mars, le général Douglas MacArthur arriva en Australie en provenance des Philippines et prit le commandement de la South West Pacific Area (Zone du Pacifique Sud-Ouest, SWPA). Le général américain déclare : « I came out of Bataan and I shall return »  (« Je suis parti de Bataan mais j'y reviendrai »).
Tous les militaires australiens des unités de combat furent placés sous le commandement du général MacArthur qui remplaça les chefs d'état-major australiens auprès du gouvernement australien en devenant le principal conseiller militaire jusqu'à la fin de la guerre. Bien que le général australien Thomas Blamey ait été théoriquement le commandant des forces terrestres alliées, il exerça peu de contrôle sur les forces des États-Unis et rares furent les Australiens qui servirent dans l'état-major du général MacArthur.
Un grand nombre de militaires américains furent basés en Australie au cours des premières années de la guerre du Pacifique. La première des unités américaines arriva en Australie au début de l'année 1942 et près d'un million de militaires américains passèrent par l'Australie au cours de la guerre. Beaucoup de bases militaires américaines furent construites dans le nord de l'Australie au cours des années 1942 et 1943 et l'Australie est restée une source importante d'approvisionnement des forces américaines dans le Pacifique jusqu'à la fin de la guerre. Les relations entre les Australiens et les Américains ont été généralement bonnes bien qu'il y eut quelques conflits entre soldats des deux pays et que le gouvernement australien n'accepta qu'à contrecœur la présence sur son sol de troupes afro-américaines.
En mai 1942, lors de la bataille de la mer de Corail, au nord-est de l'Australie, une flotte d'invasion japonaise qui se dirige vers Port Moresby est repoussée par un navire américain.
En mai 1942, des sous-marins de poche japonais coulent un transporteur de troupes lors d'un raid audacieux sur le port de Sydney. Le 8 juin 1942, un sous-marin japonais bombarde trois banlieues de Sydney. La cible était le pont du port de Sydney. Dix obus sont tirés en quatre minutes. Un seul explose et le plus grave dégât causé à la ville est la destruction d'une pile du pont. La menace d'invasion japonaise a été évitée par le succès des alliés dans les batailles de la mer de Corail et de Midway.
Le 39e bataillon australien affronte sévèrement les forces japonaises qui tentent de prendre Port Moresby en Nouvelle-Guinée en passant par les montagnes guinéennes et la piste Kokoda. Les succès australiens durant la bataille de Milne Bay et la campagne de la Kokoda Track arrivent vers la fin de l'année 1942 et marquent les premières victoires de forces terrestres alliées contre les Japonais. Quelques centaines d'Australiens tiennent le Kokoda Track contre 6 000 Japonais et leur commandant, le lieutenant-colonel Ralph Honner, décrit la bataille comme "Australia's Thermopylae". À partir de Melbourne où il a installé le siège de son état-major, le général MacArthur commence la reconquête des territoires de l'océan Pacifique, île par île.
Toutefois, la bataille de Buna-Gona-Sanananda donne une idée de la sévérité des combats lors de la campagne de Nouvelle-Guinée qui durera jusqu'en 1945. Elle sera suivie par des attaques amphibies des alliés contre les bases japonaises de Bornéo (voir la seconde bataille de Bornéo). Le 21 octobre 1944, pendant la bataille du golfe de Leyte, aux Philippines, le HMAS Australia est devenu le premier vaisseau de guerre allié à être frappé par une attaque d'avion kamikaze.
Les forces spéciales australiennes ont joué un rôle important dans la guerre du Pacifique. Après le déclenchement de la guerre, des commandos ont été déployés au Timor, aux îles Salomon, aux îles Bismarck et en Nouvelle-Calédonie. Les commandos ont également joué un rôle important dans les campagnes de Nouvelle-Guinée, Nouvelle-Bretagne, de Bougainville et de Bornéo. Le Groupe spécial Z a effectué des raids loin derrière la ligne de front, notamment en réussissant un raid sur Singapour en septembre 1943.
Le général Thomas Blamey signa les actes de capitulation du Japon au nom de l'Australie au cours de la cérémonie qui s'est déroulée à bord de l'USS Missouri le 2 septembre 1945. Les forces australiennes ont accepté la capitulation de leurs adversaires japonais lors de cérémonies menées à Morotai et en plusieurs endroits de Bornéo, Timor, Wewak, Rabaul, Bougainville et Nauru.
La Seconde Guerre mondiale a conduit à des changements importants dans la société australienne. En termes économiques, la guerre a accéléré le développement de l'industrie manufacturière australienne et a conduit à une forte baisse du chômage. L'impact de la Seconde Guerre mondiale a changé la société australienne et a contribué à la mise en place d'une société cosmopolite où les femmes ont pu jouer un rôle plus important. La guerre a également entraîné une plus grande maturité de l'Australie dans ses relations avec le monde, comme l'a montré par la suite le développement d'une politique étrangère indépendante et l'encouragement à une migration de masse après la guerre.
L'alliance avec les États-Unis a par la suite été formalisée par le pacte de l'ANZUS (Australia, New Zealand, United States Security) signé à San Francisco le 1er septembre 1951.

## L'Australie après 1945
À partir de 1945, l'Australie va s'éloigner de plus en plus de la Grande-Bretagne tant dans les domaines politiques que social et culturel pour se rapprocher des États-Unis, dont elle deviendra l'un des alliés les plus fidèles, et de l'Asie.

### La période d'après guerre

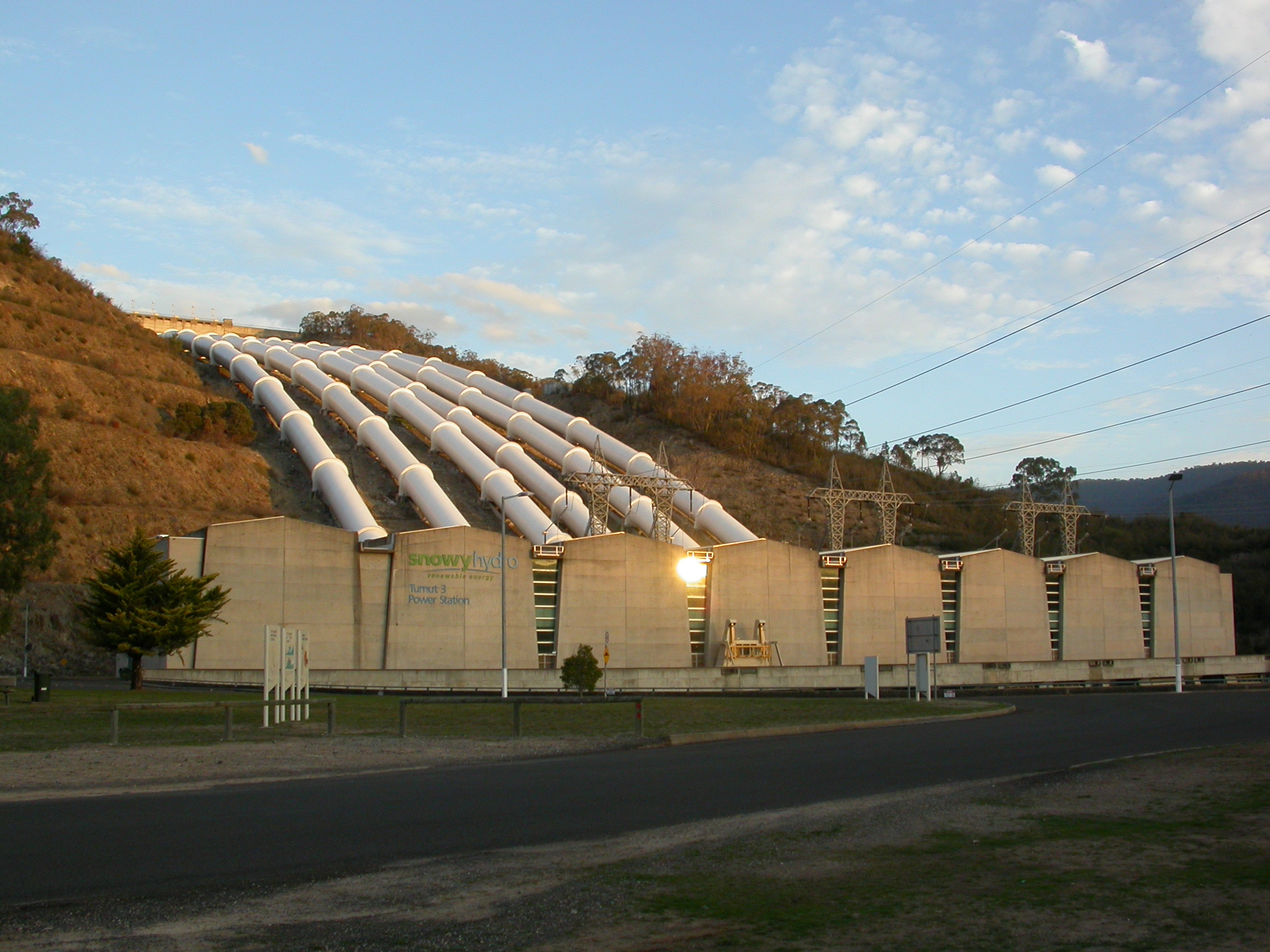
Tumut 3 centrale, du Snowy Mountains Scheme. Le plan d'aménagement des Snowy Mountains a été mené entre 1949 et 1974 pour produire de l'électricité pour les villes du sud-est et pour permettre l'irrigation de l'intérieur sec du pays.

Après la Seconde Guerre mondiale, l'Australie va lancer un vaste programme d'immigration, estimant que le fait d'avoir évité de peu une invasion japonaise, doit la conduire à "se peupler ou périr". Comme le Premier Ministre Ben Chifley le déclarera plus tard "un puissant ennemi regarde avidement vers l'Australie. Demain, une nouvelle menace pourrait venir essayer de détruire notre pays. Il faut peupler l'Australie aussi rapidement que nous le pouvons avant que quelqu'un d'autre décide de la peupler pour nous". Des centaines de milliers d'européens, y compris pour la première fois un grand nombre de juifs, vont émigrer vers l'Australie. Plus de deux millions de personnes vont venir d'Europe au cours des 20 ans qui vont suivre la fin de la guerre.
Le programme d'immigration d'après-guerre se veut ambitieux et incite de nombreuses personnes à émigrer en Australie. À partir de la fin des années 1940, l'Australie va recevoir d'importantes vagues d'immigrants européens. L'Australie va chercher activement des immigrants, le gouvernement va aider beaucoup d'entre eux et ils vont trouver facilement du travail en raison d'une économie en expansion et des grands projets d'infrastructure comme le Snowy Mountains Scheme qui seront réalisés. Mené entre 1949 et 1974, la Snowy Scheme comprend la déviation de cours d'eau pour produire de l'électricité et permettre l'irrigation de l'intérieur du pays et sa réalisation a nécessité 100 000 ouvriers de 30 pays. La nature de la main d'œuvre employée a contribué au développement de la société australienne au XXe siècle.
À cette époque, l'immigration est encore limitée aux Européens dans la plupart des cas, bien que la politique de l'Australie blanche ait été progressivement assouplie à partir des années 1950, pour être ensuite abandonnée en 1973. Dès lors, seul le critère des compétences est retenu via un système à points et toute discrimination basée sur la couleur de peau disparait.
Le Parti libéral, fondé le 31 août 1945 par Robert Menzies comme parti anti-socialiste de la classe moyenne, regroupe alors des libéraux et conservateurs australiens qui s'opposent à la domination du Parti travailliste. 
En 1949, le gouvernement travailliste de la période de guerre (dirigé par Ben Chifley après la mort de Curtin en 1945) est battu par le parti libéral dirigé par Menzies qui va devenir le premier ministre ayant exercé le plus longtemps le pouvoir et qui va être la figure dominante de la politique australienne jusqu'aux années 1960. 
Menzies va exploiter les craintes engendrées par la guerre froide pour conserver ses fonctions, et en 1951, il va manquer de peu de remporter un référendum lui permettant d'interdire le Parti communiste. 
Menzies va investir dans l'enseignement supérieur et le développement industriel.
Menzies a recommencé le commerce avec le Japon, afin de permettre à cette nation de remplacer par la suite la Grande-Bretagne en tant que partenaire commercial principal de l'Australie. Menzies va également maintenir l'alliance avec les États-Unis, envoyer des troupes australiennes participer aux côtés des Américains à la guerre de Corée et la guerre du Vietnam. La participation de l'Australie à la guerre du Viêt Nam et surtout l'utilisation de la conscription, va devenir politiquement controversée et provoquer des protestations massives mais qui resteront pour la plupart pacifiques. L'Australie était un pionnier de la Course à l'espace pendant la guerre froide. Le programme spatial australien était basé à Woomera. L'Australie est devenue la 4e nation à lancer un satellite dans l'espace à partir de son propre territoire en 1967. Des observatoires australiens près de Canberra et de Parkes ont été employés par la NASA pour la mission d'Apollo 11 en 1969.
Le Parti libéral va se maintenir au pouvoir avec les successeurs de Menzies : Harold Holt (1967), John Gorton et William McMahon qui, généralement, seront considérés comme moins capables et politiquement moins compétents que leur prédécesseur.
Melbourne accueille les Jeux olympiques d'été de 1956. La télévision professionnelle a été lancée le 16 septembre 1956 à Sydney et la fin des années 1960 et le début des années 1970 sont aussi souvent associées, au moins dans l'esprit de nombreux Australiens qui sont de jeunes adultes à l'époque, à l'explosion de la culture australienne. Les Aborigènes australiens obtiennent plus de droits, les restrictions à l'immigration et les lois sur la censure sont balayées, des compagnies d'opéra et de théâtre sont créées à travers tout le pays et la musique rock australienne commence à faire sentir explicitement ses origines. Il y a le succès naissant d'interprètes et d'intellectuels comme Barry Humphries, Germaine Greer et Robert Hughes ; le succès international de séries télévisées comme Skippy le kangourou en 1966 et des chanteurs comme Les Bee Gees et AC/DC ; le commencement d'une période de grand succès pour le cinéma australien et l'inauguration de l'Opéra de Sydney en 1973. Des Aborigènes Papunya (Australie Centrale) ont utilisé pour la première fois de la toile et de la peinture acrylique pour reproduire leurs peintures traditionnelles. L'art aborigène a acquis, ces dernières années, un statut d’art moderne. En 1971, la tournée des rugbymen sud-africains, venant d'un pays où l'on pratique l'apartheid, sensibilise la population au sort des Aborigènes et à l'injustice de leur sort. L'Australie va devenir la première nation occidentale à couper les liens sportifs avec l'Afrique du Sud.
Le cyclone Tracy fut un cyclone tropical qui dévasta la ville de Darwin, Territoire du Nord, du 24 au 25 décembre 1974. Tracy a tué soixante-et-onze personnes, causé pour 837 millions $AUS de dégâts (1974) et détruit plus de 70 % des édifices de la ville de Darwin dont 80 % des maisons. Plus de 20 000 personnes se sont retrouvées sans abris sur une population de 49 000 habitants. La majorité de la population a donc dû être évacuée ; beaucoup n'y sont jamais retournés - un désastre sans précédent dans l'histoire de l'Australie. La reconstruction de Darwin s'est faite selon un code du bâtiment para-cyclonique et avec des matériaux plus modernes et solides.

### La fin duXXesiècle

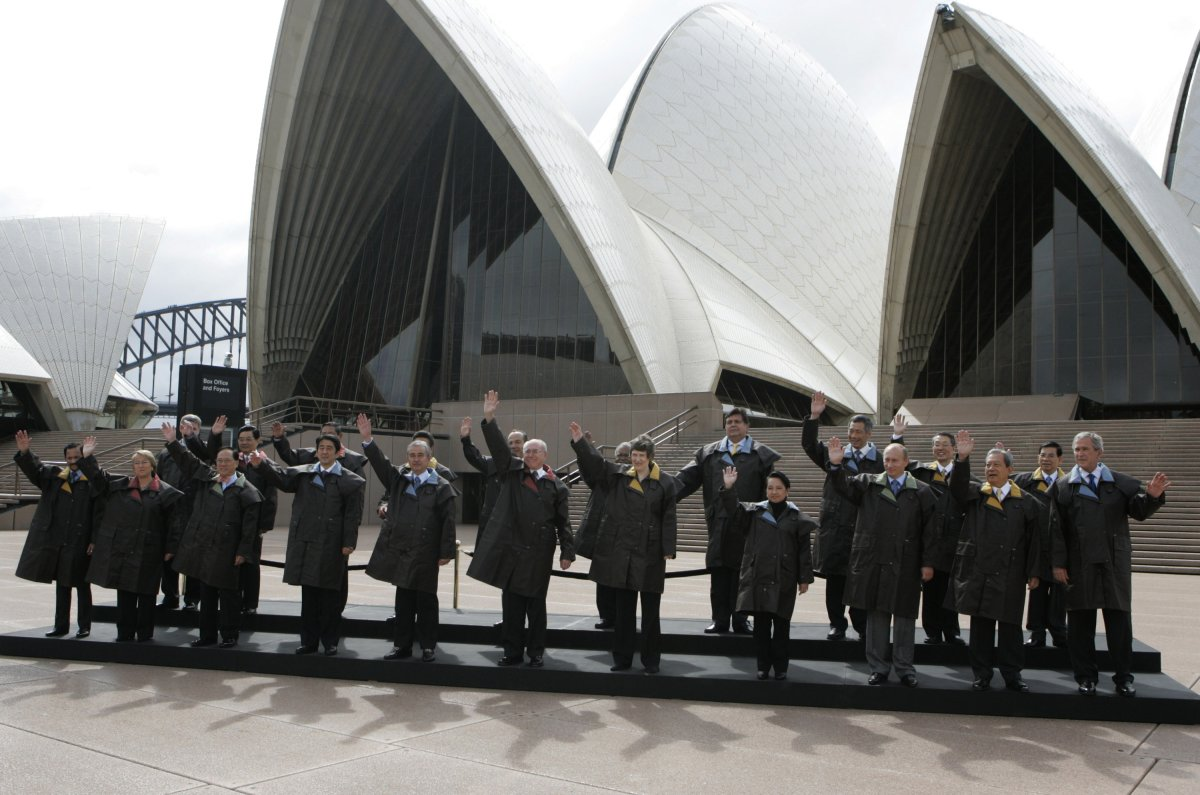
Les chefs des gouvernements de l'Asie-Pacifique à la conférence de l'APEC à Sydney, en 2007.

En 1972, Gough Whitlam devient le premier premier ministre travailliste depuis 23 ans et procède à des réformes radicales telles que l'introduction de l'assurance maladie universelle, la réforme du divorce et du droit de la famille. Le style radical et autoritaire de Whitlam finit par lui aliéner de nombreux électeurs, et - après une série de scandales ministériels en 1975 - le Sénat utilise pour la première fois ses pouvoirs constitutionnels pour bloquer le budget du gouvernement. Quand Whitlam refuse de revenir sur sa position, le gouverneur général, Sir John Kerr, le démissionne de son poste le 11 novembre 1975. Malgré la condamnation d'une grande partie du public australien (et des spécialistes du droit) que cette décision provoque, Whitlam est battu et le dirigeant conservateur Malcolm Fraser remporte les élections qui suivent. Il restera au pouvoir jusqu'en 1983 mais les réformes sociales de Whitlam seront conservées et, à certains égards, poursuivies par Fraser. En 1976, Fraser a décrété l'Aboriginal Land Rights Act, établissant un processus pour l'identification de la propriété traditionnelle de la terre par des indigènes. En 1983, le parti travailliste reprend le pouvoir avec l'arrivée comme premier ministre de l'ancien dirigeant syndical Bob Hawke, une personnalité beaucoup moins conflictuelle que Whitlam.
Les années 1980 vont voir apparaitre de graves préoccupations pour la santé économique à venir de l'Australie avec l'augmentation des déficits publics et du chômage. Le gouvernement Hawke va introduire de nombreuses réformes économiques, notamment la réduction des dépenses publiques, la flottaison du dollar australien, la privatisation de nombreux services publics, et en échange d'un accord avec les syndicats, la modération des revendications salariales et l'acceptation d'une plus grande flexibilité du travail contre des baisses d'impôt. En fin de compte, ces nombreuses réformes, continuées par les gouvernements successifs, vont réussir à maintenir à flot l'économie australienne.
En 1983, l'Australie a remporté la régate de la Coupe de l'America, mettant fin à 132 ans de victoire américaine. Le nouveau parlement a finalement été inauguré par la reine Élisabeth II, le 9 mai 1988.
En partie à cause des divisions politiques des partis conservateurs, Hawke resta à son poste jusqu'en 1991, date à laquelle il fut renversé par son ancien adjoint, Paul Keating, qui garda le gouvernement aux travaillistes jusqu'en 1996. Au début des années 1990, l'Australie connut une période de récession économique profonde et, en 1996, le libéral John Howard fut élu premier ministre. La croissance économique s'est poursuivie au cours des années 1990 à des taux plus élevés que la plupart des partenaires commerciaux de l'Australie, et même jusqu'en 2003, malgré la récession ailleurs. Le Parti libéral de Howard a été au pouvoir jusqu'en novembre 2007, au sein d'une coalition avec le Parti national. Au cours de cette période, le commerce avec la Chine s'accrut considérablement et l'Australie a joué un rôle actif dans des affaires internationales notamment : fournissant des finances aux économies asiatiques pour récupérer de la crise économique asiatique ; l'organisation de le Force internationale pour le Timor oriental en 1999 ; le déploiement de troupes en Afghanistan et en Irak ; et l'opération après le séisme et tsunami de 2004 dans l'océan Indien.
En février 1999, une quatrième Convention constitutionnelle s'est réunie à Canberra pour débattre d'un avant projet pour la création d'une république australienne, mais le referendum au sujet de la réforme n'était pas un succès et l’Australie reste une monarchie constitutionnelle. Le gouvernement Howard a poursuivi une politique privilégiant la citoyenneté sur le multiculturalisme, mais a augmenté de manière significative le programme national d'immigration. Après une période de réformes économiques (y compris la création d'une taxe sur les produits et services, la gestion privatisée de capitaux gouvernementaux et une réduction des pouvoirs des syndicats des employés des ports nationaux et déréglementation de quelques législations du travail), l'économie d'Australie augmente,.
Le travailliste Kevin Rudd bat Howard aux élections du 24 novembre 2007. Ancien diplomate, parlant couramment le chinois, son premier acte officiel en tant que premier ministre fut, le jour même de sa nomination, de ratifier le protocole de Kyoto et d'annuler certaines des réformes sur la législation du travail mises en place par le parti libéral. Le 13 février 2008, tenant une promesse de campagne, il prononça un discours solennel, s'excusant auprès des Aborigènes, peuple autochtone, pour les maltraitances qu'il avait subies.
En 2009, l'Australie est ravagée par les incendies les plus meurtriers de son histoire. Les incendies de végétation du Victoria de 2009, aussi appelés « Samedi noir » (black saturday en anglais) ont fait plus de 231 morts et causé des destructions importantes (365 000 hectares, 1 000 maisons).
En 2008-09, après 25 ans de réforme économique, et une période de croissance commerciale forte avec la Chine, l'Australie surpassait pratiquement chaque économie comparable - tandis que la crise économique saisissait le monde - mais l'antérieur surplus budgétaire du gouvernement Howard s'est transformé en déficit. En 2010, la cote de Rudd a continué à pâtir de mauvais choix politiques travaillistes (une série de changements de politique, l'abandon du plan carbone et un projet controversé de taxe) et Rudd démissionne en juin, juste avant un vote interne du parti, demandé par son adjointe, Julia Gillard, qui devient la première femme à prendre la tête du gouvernement australien.
Aux élections législatives de 2010, l'Australie se retrouve, pour la première fois depuis soixante-dix ans, avec une Chambre des représentants en situation de Hung Parliament. Après avoir obtenu le ralliement du seul député des Verts australiens, Gillard décroche progressivement le soutien de trois députés indépendants et dispose ainsi d'une majorité absolue à la Chambre.

#### Les forces armées australiennes

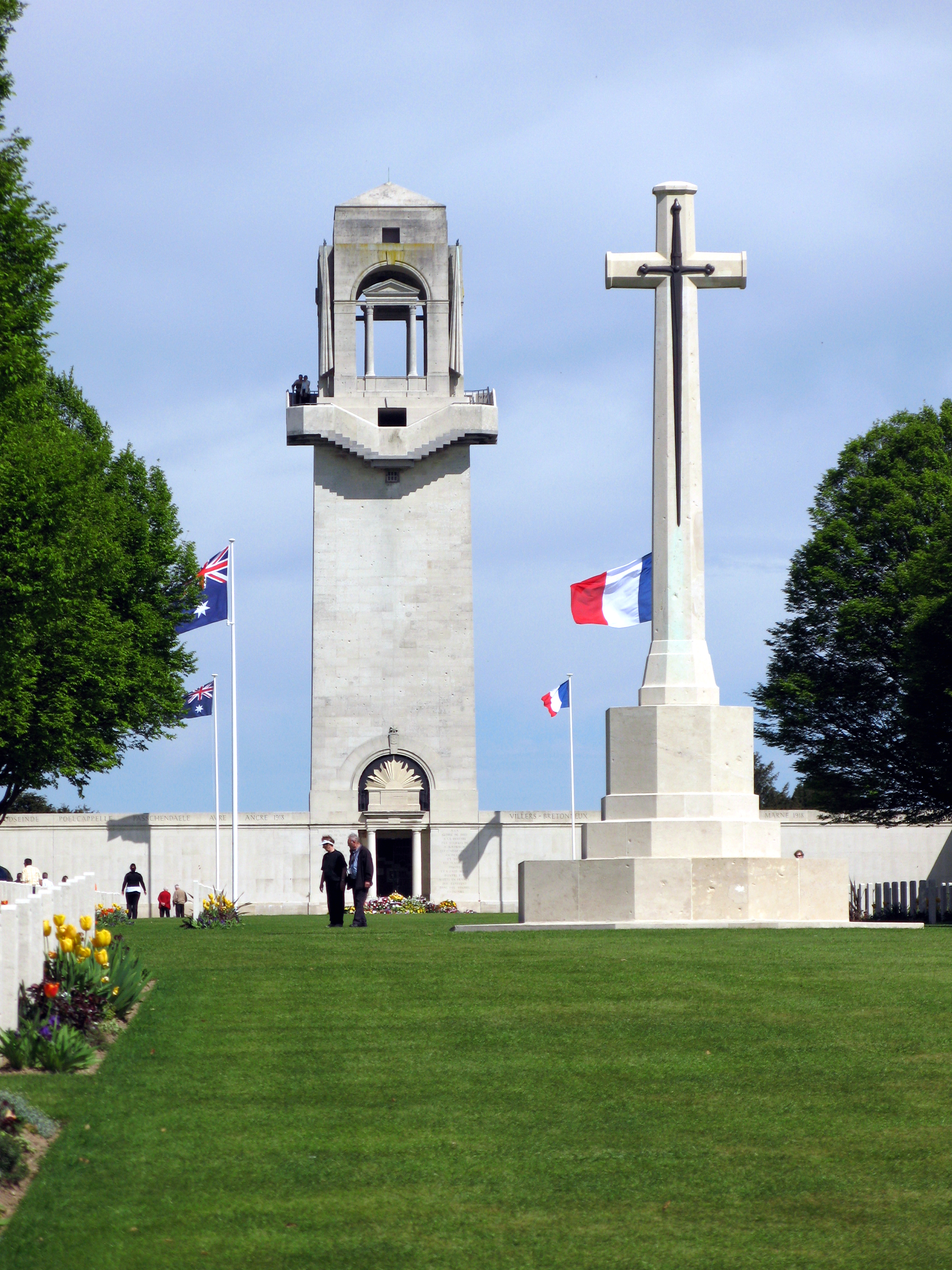
Mémorial national australien et cimetière militaire à Villers-Bretonneux en France.

Après l'expérience malencontreuse de la guerre du Viêt Nam, les forces militaires australiennes vont rester sagement stationnées en Australie jusqu'à la fin des années 1980. Leur intervention à l'étranger se limitera à l'envoi, en grande partie symbolique, de deux navires de guerre pour participer à la guerre du Golfe en 1991. Toutefois, la dernière décennie va voir se développer à nouveau un certain nombre de déploiements militaires à l'étranger. Le premier a lieu au Timor oriental en 1999, où les forces armées australiennes constituent la majorité des forces de l'INTERFET surtout dans ses débuts. La RAMSI et l'opération « Helpem Fren » (c’est-à-dire « aider un ami ») dans les Îles Salomon sont commandées par l’Australie et la Nouvelle-Zélande, composées de soldats et de policiers, et avec des représentants d’une vingtaine d’autres nations du Pacifique.
Les troupes du régiment des forces aériennes spéciales vont constituer la plus grande fraction des forces de l'opération Slipper, la contribution de l'Australie à la force d'invasion en 2001 des États-Unis lors de la guerre en Afghanistan. Ces déploiements militaires ont obtenu le soutien du public. En revanche, la participation de l'Australie en 2003 à l'invasion de l'Iraq et le maintien de troupes là-bas ont été très controversés. Il y a eu un certain nombre d'autres opérations de maintien de la paix et de stabilisation de régions, notamment dans les Îles Salomon et, à nouveau, au Timor oriental en 2006. Au début de décembre 2007, quatre soldats australiens ont été tués en Afghanistan.
Depuis 1947, au moins 30 000 soldats australiens chargés du maintien de la paix ont participé dans plus de 50 opérations, que ce soit lors de théâtres de conflits autour du monde ou en réponse humanitaire à des désastres. Parmi les opérations de l'ONU, on peut citer celles au Cambodge, au Rwanda et en Somalie. En 2005, les forces en participant en le réponse humanitaire au séisme du 26 décembre 2004 dans l'océan Indien. 9 soldats australiens ont été tués dans un accident d'hélicoptère pendant l'opération d'aide.

#### Droits des Aborigènes

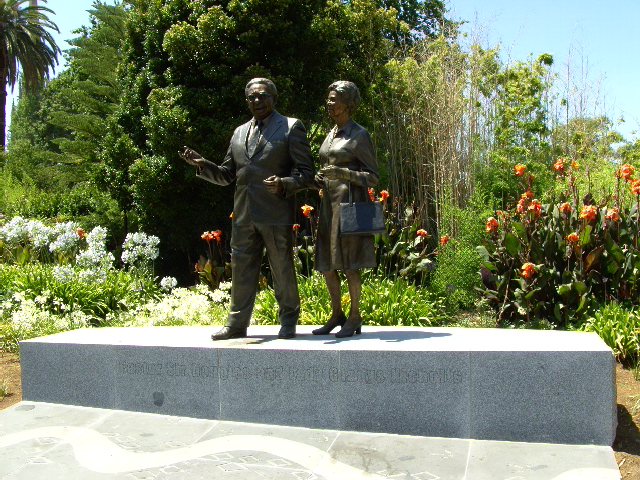
Statue d'activiste aborigène Sir Douglas Nicholls avec Lady Gladys Nicholls, au Parlement de Victoria.

En 1938, au jour du 150e anniversaire de la First Fleet, l'Australian Aborigines Advancement League organisa une manifestation appelée "jour de deuil" (Day of Mourning) et lança un appel pour obtenir l'accord des droits de citoyenneté aux Aborigènes, avec la participation d'hommes comme Douglas Nicholls.
Dans les années 1940, les conditions de vie dans les réserves demeuraient extrêmement dures. Le gouvernement créa un système de laissez-passer pour que les travailleurs indigènes puissent les quitter. Dans les années 1950, le gouvernement affirma se lancer dans une politique d'assimilation, qui devait amener les Aborigènes à “obtenir dans le futur le même mode de vie que les autres Australiens". Cette politique, qui envisageait l'octroi des droits de citoyenneté, a également nécessité la suppression de l'identité culturelle.
À partir des années 1950, les Australiens ont commencé à repenser leur attitude à l'égard des questions raciales. Un mouvement pour les droits des autochtones, appuyé par de nombreux libéraux blancs australiens, a été créé et une campagne contre la politique de l'Australie blanche a également été lancée. Le référendum de 1967 donne lieu à un vote massif approuvant la modification de la Constitution, en supprimant les références discriminatoires et en donnant au Parlement fédéral le pouvoir de légiférer spécifiquement pour les Australiens autochtones. Le référendum fut approuvé par plus de 90 % de la population. Contrairement à ce qui est parfois écrit, ce référendum ne donne pas la citoyenneté australienne aux Aborigènes ni ne leur donne le droit de vote : ils les avaient déjà. Cependant, le transfert des pouvoirs les concernant des parlements des États au parlement fédéral va permettre de mettre fin au système des réserves aborigènes qui existaient dans chaque État, ce qui leur a permis de se déplacer plus librement et d'exercer un grand nombre de leurs droits pour la première fois. À la fin des années 1960 va apparaître un mouvement pour la défense de leurs droits fonciers.
En 1966, Vincent Lingiari, un ancien Aborigène (du peuple Gurindji), mena d'abord une revendication à la "station" de Wavehill dans le Territoire du Nord, pour exiger pour les Aborigènes un salaire égal à celui des autres travailleurs et protesta plus tard pour obtenir des droits sur les terres de leur pays. En 1972, le premier ministre Gough Whitlam a versé de la terre dans la main de Vincent Lingiari, symbolisant le retour des droits de la terre aux Gurindji. Les Aborigènes ont exigé d'avoir un salaire égal à celui des colons salariés, mais les éleveurs n'ont pas pu employer autant de personnes dans ces conditions et beaucoup d'Aborigènes se sont tournés alors vers des aides financières du gouvernement. Les activistes comme Noel Pearson ont estimé par la suite que ces aides ont été des sit-down-money (argent pour s'asseoir) qui ont contribué au développement d'une économie factice et destructice de l'Australie indigène.
En 1971, Neville Bonner est devenu le premier Aborigène au Parlement fédéral australien dans le Parti libéral australien du Malcolm Fraser. En 1976, Fraser a décrété l’Aboriginal Land Rights Act, établissant un processus pour l'identification de la propriété traditionnelle de la terre par des indigènes ; et Sir Douglas Nicholls devient le premier indigène gouverneur d'un état australien (Australie-Méridionale).
En 1984, le gouverneur général remet officiellement aux Pitjantjatjara les titres de propriété de la région d'Uluru/Ayers Rock.
En 1992, la Haute Cour d'Australie déclara que l'Australie n'avait jamais été terra nullius (Mabo & Others v. Queensland, 1992). Ce jugement historique signifiait que les Aborigènes et les Indigènes du détroit de Torrès se voyaient enfin reconnaître leurs droits à la propriété de leurs terres.
De ce temps-là, une nouvelle génération d'activistes comme le magistrat Pat O'Shane, l'avocat Noel Pearson et les universitaires Mick Dodson et Marcia Langton ont continué à mener une discussion nationale sur les questions indigènes. Le discours de Pearson, White Guilt, Victimhood and the Quest for a Radical Centre, de 2007, examine certaines des traditions intellectuelles du mouvement de droits civiques aux États-Unis et en Australie et encourage une synthèse de la thèse de Booker T. Washington (soulignant la responsabilité personnelle) et de W. E. B. Du Bois (soulignant des droits légaux) pour dépasser des tensions existantes et prendre un leap forward historique
Durant la majeure partie du XXe siècle (1909-1969), les gouvernements australiens ont enlevé de nombreux enfants aborigènes à leur famille pour les confier à des familles européennes et leur 'permettre' de développer, ou leur imposer, une culture occidentale. Cette pratique leur a fait de très gros torts, culturellement et affectivement, donnant naissance aux générations volées, terme utilisé pour parler de ces enfants. Depuis la publication en 1997 d'un rapport du gouvernement fédéral, Bringing Them Home, tous les gouvernements des États de même que de nombreux gouvernements locaux ont suivi la recommandation du rapport et présenté des excuses officielles aux Aborigènes pour les épreuves qu'ils avaient subies. Le gouvernement Howard a refusé de présenter ses excuses au nom du gouvernement fédéral, en dépit des demandes des Aborigènes et de nombreuses parties de l'ensemble de la population en faisant valoir que cela constituerait un aveu de culpabilité juridique et donnerait lieu à la généralisation des demandes d'indemnisation. Cependant, le nouveau gouvernement de Kevin Rudd a fait des excuses officielles, le 13 février 2008.
En 2007, John Howard et son ministre des Affaires indigènes, Mal Brough, ont déclaré que l'état de santé et de bien-être des enfants indigènes constituaient une priorité nationale. Ils interdirent l'alcool et envoyèrent des médecins et des policiers dans le Territoire du Nord. Le gouvernement Rudd garde cette politique en 2010.
En 2010, Ken Wyatt, un libéral, est devenu le premier Aborigène élu à la Chambre des Représentants du Parlement fédéral australien.

## Australie et république

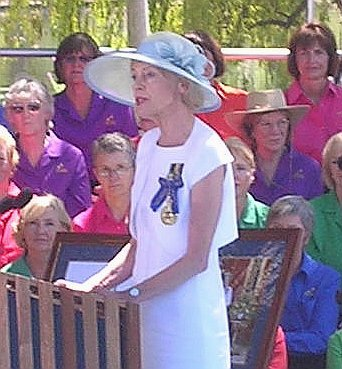
Le gouverneur général d'Australie Quentin Bryce.

L'Australie est une monarchie constitutionnelle et un royaume du Commonwealth. Les pouvoirs de la reine sont délégués au Gouverneur général d'Australie, qui est nommé par la reine conformément à l'avis du premier ministre australien. Le républicanisme a existé très tôt en Australie, en particulier parmi les bagnards irlandais de la période coloniale, toutefois la monarchie a longtemps été populaire en Australie.
Dans les années 1890, les partisans d'une république australienne étaient assez nombreux, mais ils avaient pratiquement disparu au moment de la Première Guerre mondiale. Le sentiment monarchiste allait culminer au cours des années de gouvernement Robert Menzies avec son apogée lors de la tournée de la reine Élisabeth II en Australie en 1954. La question d'une république ne se reposera pas jusqu'aux années 1970. Dans les années 1990, le problème fut ramené sur le devant de la scène par le Premier ministre Paul Keating, qui promettra en 1993 d'instaurer une « république fédérale australienne » pour le centenaire de la Fédération en 2001. Le parti libéral a remporté les 1996 élections avec John Howard, un monarchiste, comme chef. Il convoqua une commission chargée d'élaborer un modèle institutionnel valable et acceptable sur une base républicaine qui, le cas échéant, serait adopté et mis en place avec le nouveau millénaire. 152 membres furent donc réunis pour mettre au point un modèle républicain pour l'Australie dès 1998.
La commission rendit son travail public et le présenta à la fin de l'année 1998 : le modèle reposait sur la nomination d'un président de la république nommé par le Premier ministre sur une liste de 15 candidats potentiels. Cette liste aurait été élaborée par votation publique et le choix du candidat soumis à une ratification des deux tiers des membres des deux chambres du parlement réunies et avec l'aval du chef de l'opposition.
Les colonies australiennes sont devenues des Démocraties Parlementaires pendant les années 1850 et l'Australie a su rester parmi les quelques nations qui sont demeurées démocratiques tout au long du XXe siècle. En conséquence, l'électorat australien se montre instinctivement conservateur quand il doit voter pour une réforme constitutionnelle. Seule une petite minorité de référendums réformateurs a été approuvée depuis 1901, date de la création de la fédération. Les sondages ont constamment montré une majorité de partisans d'une république australienne, mais un référendum sur la question devait échouer le 6 novembre 1999.
Certains républicains ont blâmé les conservateurs et le Premier ministre monarchiste d'avoir entravé la cause républicaine. Mais d'autres facteurs importants ont joué, notamment une scission entre républicains «minimalistes» qui voulaient un président choisi par le Parlement fédéral (comme c'est le cas, par exemple, en Allemagne) et les républicains plus «radicaux», qui voulaient un président élu au suffrage universel comme dans la république d'Irlande. L'opinion publique trouvait qu'il ne pouvait y avoir de république sans président élu au suffrage direct. Or le référendum proposait un président élu indirectement, aussi de nombreux radicaux s'y sont opposés. Le débat depuis 1999 a perdu beaucoup d'importance. En 2007, Howard a quitté ses fonctions.
L'actuel premier ministre depuis septembre 2013, le conservateur Tony Abbott, est monarchiste. Lors d'un sondage début 2014, 41,6 % des Australiens se disent monarchistes, contre 39,4 % de républicains, les autres étant sans opinion. La proportion de monarchistes est la plus importante à la fois chez les plus de 65 ans et chez les moins de 35 ans. Chez les 18 à 24 ans, 60 % souhaitent conserver la monarchie.

## Galerie de responsables politiques depuis 2000
Liste des Premiers ministres d'Australie

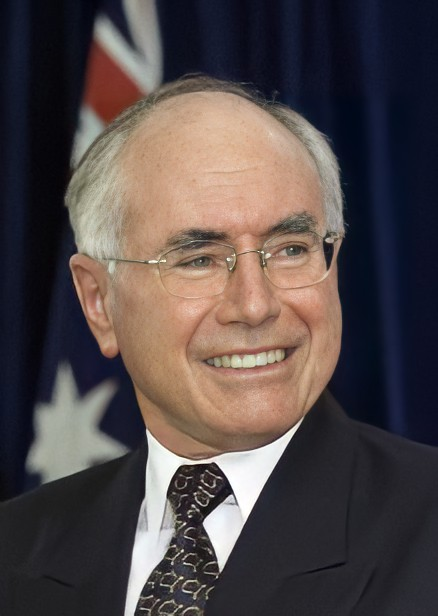
John Howard 1996-2007
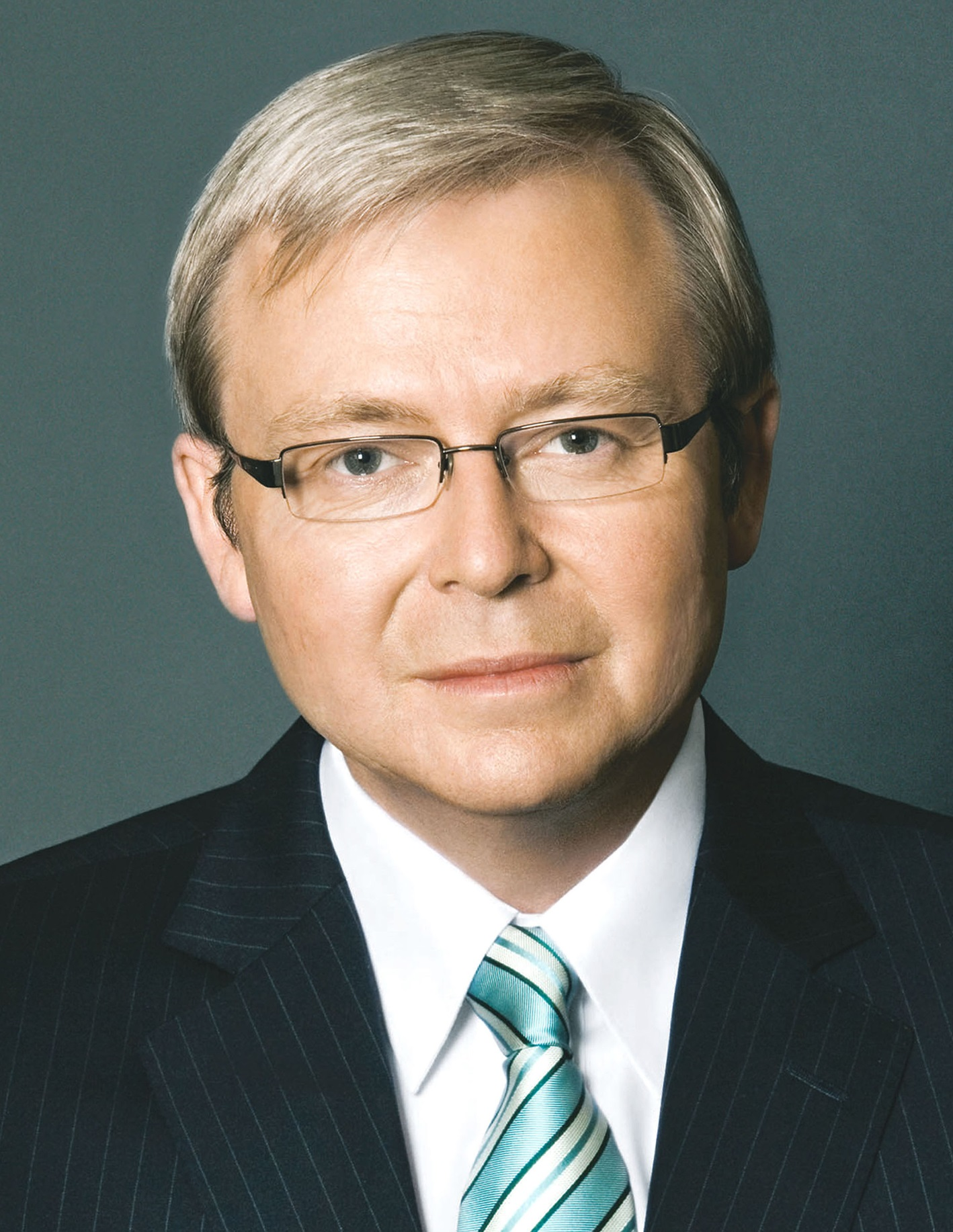
Kevin Rudd 2007-2010
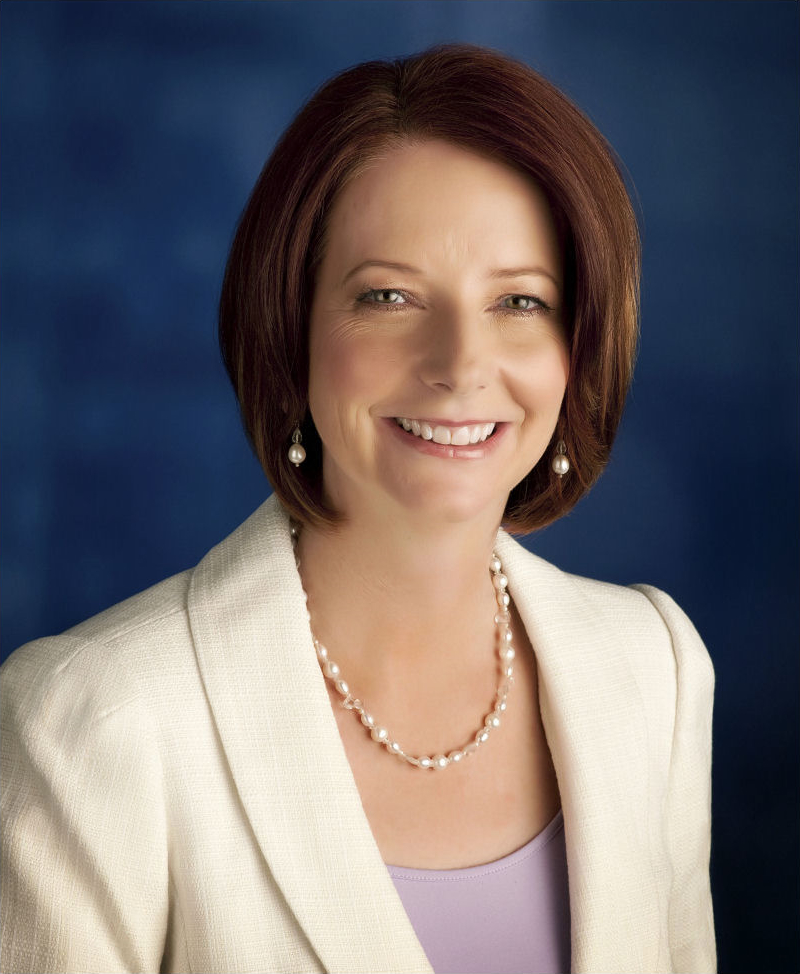
Julia Gillard 2010-2013
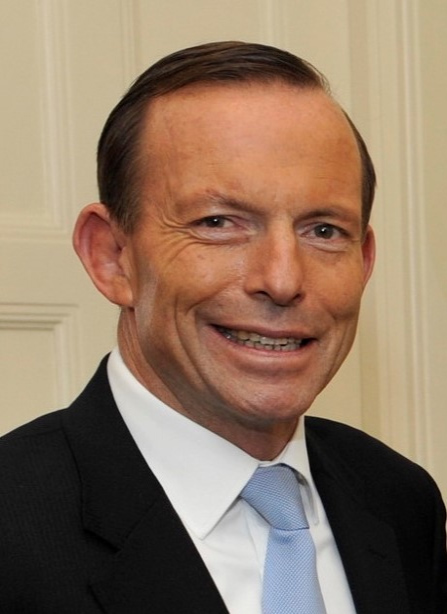
Tony Abbott 2013-2015
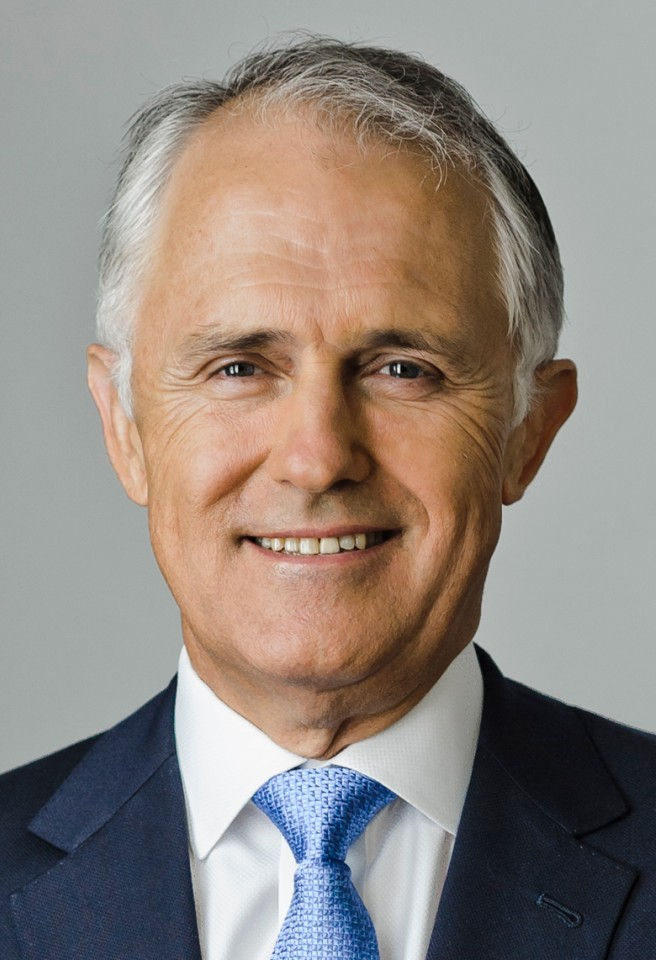
Malcolm Turnbull 2015-2018
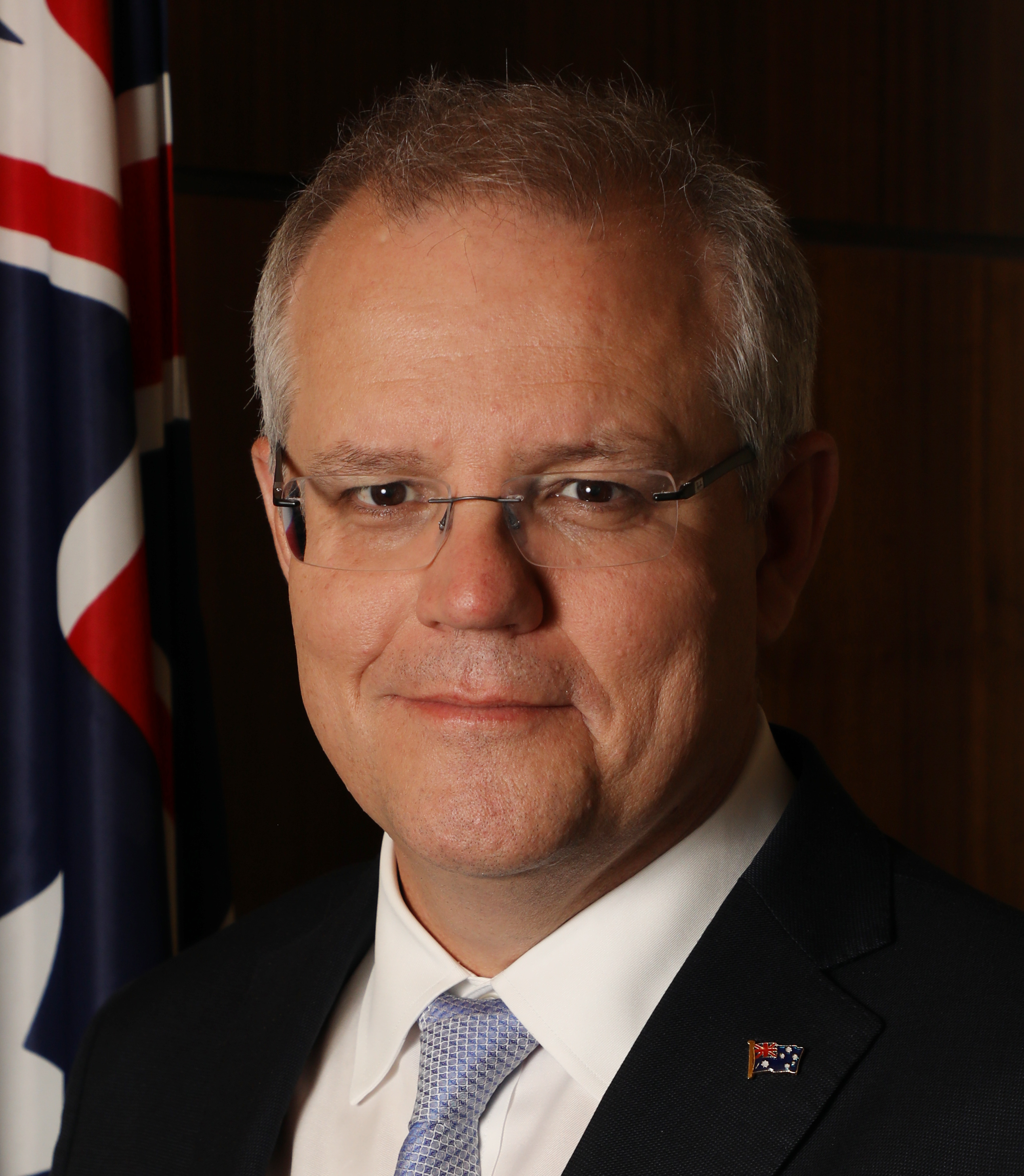
Scott Morrison 2018-2022
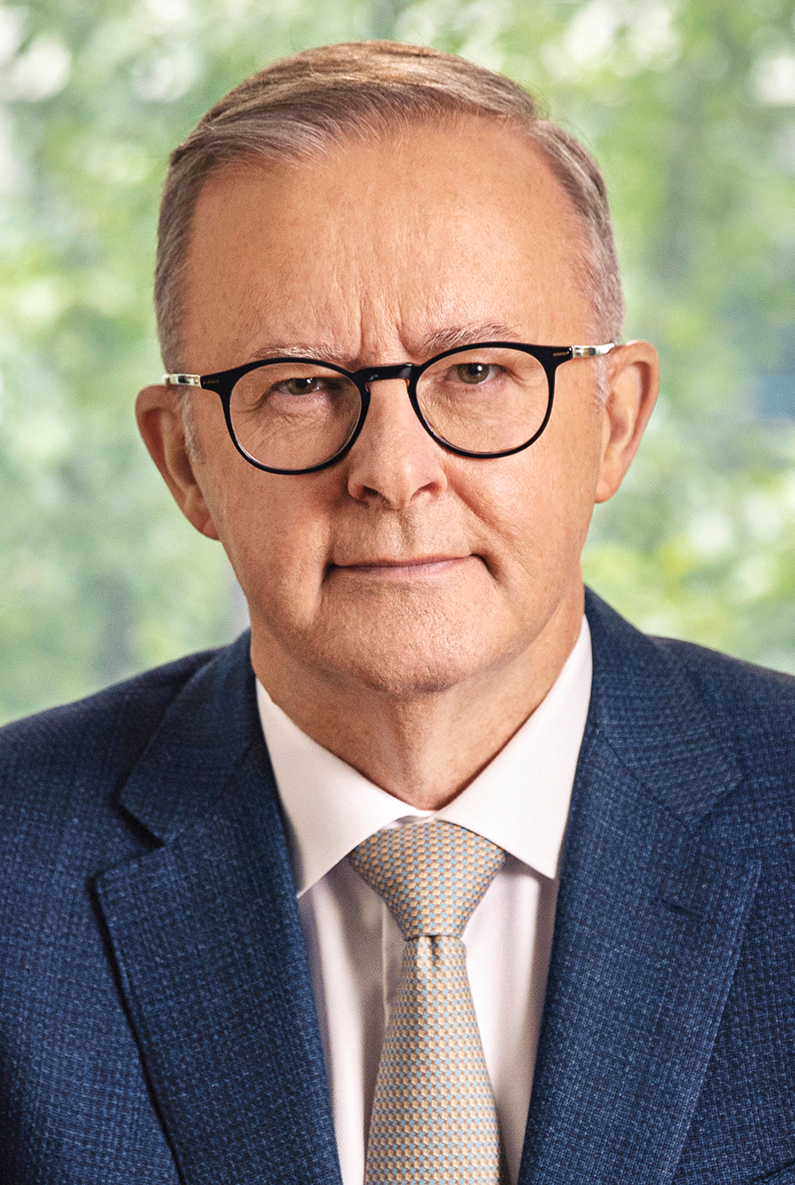
Anthony Albanese 2022-présent

## Chronologie
- c.60 000 ans avant notre ère : Les premières migrations vers le continent australien.
- c.38 000 A-JC : L'homme de Mungo aurait vécu.
- 30 000 A-JC : Les exemples les plus anciens de l'Art des Aborigènes d'Australie ont lieu il y a plus de 30 000 ans.
- c.1AD : Les peintures de caverne dans le Territoire du Nord montrent des images du didjeridoo[6].

### 1500-1600
- 1522 : Selon certains historiens, Cristóvão de Mendonça aurait découvert l'Australie.

### 1600-1700
- 1606 : Willem Janszoon débarque dans le cap York. Première rencontre entre les aborigènes et les Européens.
- 1642 : Abel Tasman débarque sur l’île de Tasmanie.
- 1770 : L'explorateur James Cook visite et revendique l'Est de l'Australie.
- 1788 : (26 janvier) : Arthur Phillip accoste à Port Jackson accompagné de forçats (« First Fleet »). Fondation de la colonie de Nouvelle-Galles du Sud.
- 1790 : Pemulwuy tue un colon qu'il accusait d'avoir tué des Aborigènes. Les maladies européennes, l'alcool et l'expansion coloniale ont un effet destructif sur les indigènes.
- 1797 : MacArthur introduit le mouton mérinos espagnol.

### 1800-1900
- 1803 : Circumnavigation par Matthew Flinders ; la Terre de Van Diemen devient colonie britannique.
- 1808 (26 janvier) : Le New South Wales Corps (Révolte du rhum) renverse le gouverneur William Bligh.
- 1809 : Gouverneur Lachlan Macquarie (Nouvelle-Galles du Sud).
- 1823 à 1842 : Chartes constitutionnelles (première en 1823).
- 1824 : Fondation de la colonie du Queensland.
- 1825 : Fondation de la colonie de la Terre de Van Diemen / Tasmanie.
- 1829 : Fondation de la colonie d'Australie-Occidentale.
- 1834: South Australian Act (acte de l’Australie-Méridionale).
- 1836 : Fondation de la colonie d'Australie-Méridionale.
- 1838 : Massacre de Myall Creek, 7 colons sont condamnés à mort pour avoir assassiné des aborigènes.
- 1850 : Australian Colonies Government Act (acte de gouvernement des colonies australiennes du gouvernement britannique).
- 1851 : Découverte de l’or à Bathurst. Population multipliée par quatre en vingt ans. Fondation de la colonie du Victoria.
- 1854 : Barricade d’Eureka.
- 1856 : Suffrage universel masculin.
- 1860 : John McDouall Stuart atteint le centre géographique du continent.
- 1861 : Expédition de Burke et Wills.
- Années 1880: Ruée vers le zinc et le plomb du gisement de Broken Hill.
- 1880 à 1900 : L'art de l'Heidelberg School ; la prose de Paterson et Lawson témoigne d'un sentiment croissant d'identité nationale ; Henry Parkes et Edmund Barton mènent campagne pour une fédération indépendante.
- 1891 : Fondation du Parti travailliste.
- 1894 : Droit de vote des femmes en Australie-Méridionale.

### 1900-2000
- 1901 (1er janvier) : Commonwealth d’Australie.
- 1902 : Droit de vote des femmes (Fédéral).
- 1914 : Début de la Première Guerre mondiale. 416 000 Australiens participeront (sur une population d'environ 5 millions d'individus).
- 1915 : 25 avril, l'ANZAC commence la bataille de Gallipoli.
- 1918 : La bataille d'Amiens, menée par les troupes australiennes, a un rôle décisif à la fin de la guerre.
- 1919 : Billy Hughes signe le traité de Versailles. 60 000 Australiens sont morts.
- 1926 : Déclaration Balfour.
- 1930 : Grande Dépression.
- 1939 : Déclaration de guerre contre l'Allemagne.
- 1940-1941 : Des unités militaires australiennes sont envoyées en Méditerranée et au Moyen-Orient.
- 1942 : Bataille de Singapour - 14 972 soldats australiens furent faits prisonniers par les japonais ; bombardement de Darwin. Le PM John Curtin passa un accord avec les États-Unis et Douglas MacArthur arriva en Australie ; la bataille de la mer de Corail et la campagne de la Kokoda Track marquèrent les premières victoires contre les Japonais.
- 1945 : Fondation du Parti libéral par Robert Menzies.
- 1949 à 1974 : Le plan d'aménagement des Snowy Mountains et augmentation de la politique d'immigration (entre 1945 et 2010, plus de 6,5 millions de personnes ont immigré en Australie).
- 1949 : Robert Menzies élu. Les libéraux restent au gouvernement jusqu'en 1972.
- 1950-1953 : Guerre de Corée.
- 1951 : l'ANZUS.
- 1957 : le Parti travailliste démocratique est fondé pour contrer l'influence du communisme dans le mouvement travailliste.
- 1960 à 1975 : une période de croissance artistique: Barry Humphries, le cinéma australien, la musique rock australien ; Western Desert Art Movement.
- 1962 à 1975 : Guerre du Vietnam.
- 1967 : Référendum au sujet des droits des aborigènes.
- 1973 : L'Opéra de Sydney.
- 1975 : L'Australie retire ses troupes du Vietnam. Le Premier Ministre travailliste Gough Whitlam est écarté par le gouverneur-général et Malcolm Fraser élu.
- 1987 : Loi sur l'Australie de 1986 adoptée par le gouvernement de Bob Hawke.
- 1988 : Le Bicentenaire de la First Fleet ; inauguration du Nouveau Parlement Australien.
- 1992 : Jugement Mabo soutenu par le gouvernement de Paul Keating.
- 1999 : La Force internationale pour le Timor oriental menée par le Premier Ministre John Howard.

### 2000-présent
- 2000 : Jeux olympiques d'été de 2000 de Sydney
- 2003 : Commerce avec la Chine en expansion. Le président chinois Hu Jintao s'adresse au parlement.
- 2006 : L'Australie se qualifie pour la première coupe du monde de football après 32 ans d'absence.
- 2007 : Le travailliste Kevin Rudd bat le conservateur John Howard après les élections fédérales.
- 2010 : Julia Gillard a remplacé Kevin Rudd comme chef du parti travailliste, et est devenue la première femme à prendre la tête du gouvernement.
- 2013 à aujourd'hui : Les libéraux battent les travaillistes et restent au pouvoir jusqu'à maintenant. Lancement de l'Operation Sovereign Borders.

#### Histoire intérieure
- Chronologie de l'Australie
- États et territoires de l'Australie
- Histoire de l'Australie-Méridionale
- Histoire de l'Australie-Occidentale
- Histoire de la Nouvelle-Galles du Sud
- Histoire du Queensland
- Histoire de la Tasmanie
- Histoire du Territoire du Nord
- Histoire du Victoria
- Histoire des chemins de fer australiens
- Ligne télégraphique transaustralienne (1872)
- Liste des dirigeants actuels des États et territoires australiens

#### Autres
- Culture de l'Australie, Temps du rêve
- Art en Australie, Art des Aborigènes d'Australie
- Musique australienne, Musique aborigène
- Littérature australienne, Théâtre en Australie
- National Trust (Australie)
- National Living Treasure (Australie)
- Histoire militaire de l'Australie
- List of massacres of Indigenous Australians (en), liste des massacres d'Australiens autochtones
- List of conflicts in Australia (en), liste des conflits en Australie